# Cuestión religiosa en la Segunda República Española

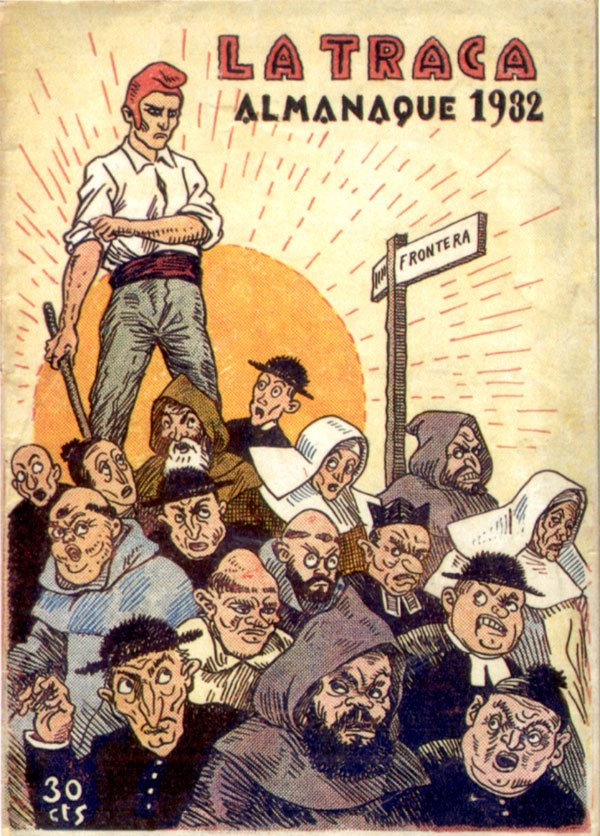
Portada del almanaque correspondiente a 1932 de la revista satírica La Traca, publicado nada más aprobarse la Constitución de 1931, en la que se declaraba el carácter laico del Estado.

La cuestión religiosa en la Segunda República Española es el conflicto que surgió entre la jerarquía de la Iglesia católica en España y los sectores sociales que la apoyaban, por un lado, partidarios de mantener la posición privilegiada que ostentaba durante la Monarquía; y los gobiernos y partidos que defendían la radical separación de la Iglesia y el Estado tal como quedó plasmada la constitución de 1931, especialmente en el artículo 3 («España no tiene religión oficial"») y sobre todo en el polémico artículo 26 (que entre otras cosas prohibía los colegios de las órdenes religiosas), y que sería desarrollado por la Ley de Congregaciones Religiosas de 1933.

## La cuestión religiosa en España
A partir de la aprobación del Concordato de 1851, durante el reinado de Isabel II, y de la política aplicada por la Monarquía de la Restauración, la Iglesia católica recuperó gran parte del poder ideológico y social que había ostentado antes de la Revolución Liberal, que puso fin a sus privilegios, disolvió las órdenes religiosas masculinas y desamortizó la mayor parte de sus bienes. Así la presencia de la Iglesia católica desde 1875 se hizo sentir en todos los ámbitos de la vida social que “la política de la Monarquía restaurada le había entregado: cárceles, hospitales, cuarteles, cementerios, sacralización de espacios públicos, moral pública y privada y, sobre todo, colegios de primera y segunda enseñanza”. Y este peso abrumador de la Iglesia católica y de sus instituciones se acentuó aún más a partir de 1923 con la Dictadura de Primo de Rivera que convirtió al catolicismo en uno de los fundamentos del “nuevo régimen” que quería construir. El lema del partido único de la Dictadura, Unión Patriótica fue “Patria, Religión y Monarquía”. Según los datos del Instituto Estadístico a 31 de diciembre de 1930 en España había 20 467 religiosos varones distribuidos en 1015 conventos y monasterios y 60 695 mujeres en 3871 casas de religiosas, y en los últimos siete años, durante la Dictadura se había producido un incremento de 3257 varones y 119 comunidades masculinas y 6090 mujeres y 277 comunidades femeninas más. Setenta años antes, en 1859, había en España 41 conventos de religiosos (con 719 frailes profesos) y 866 conventos de religiosas (con 12 990 monjas profesas).
La hegemonía que consiguió la Iglesia católica en el terreno educativo fue posible gracias a la Ley Moyano de 1857 que aplicó las concesiones que se hicieron a la Iglesia católica en este campo en el Concordato de 1851 y, sobre todo, gracias a la permisividad de los gobiernos de la Restauración para que las órdenes religiosas, mientras se paralizaban las construcciones de escuelas e institutos para la enseñanza pública, extendieran sus colegios, muchos de ellos fundados por las órdenes dedicadas a la enseñanza que habían sido expulsadas de Francia por la Tercera República, especialmente después de que el gobierno de Émile Combes aplicara con el máximo rigor la Ley de Asociaciones de 1901, disolviendo un buen número de órdenes y congregaciones religiosas, y promulgara la Ley de 1904 que les prohibía el ejercicio de la enseñanza. En España, por el contrario, la Ley de Asociaciones de 1887 no fue aplicada a las órdenes religiosas y éstas proliferaron englobadas todas ellas en la disposición del Concordato de 1851 que permitía la existencia de dos órdenes religiosas masculinas y una tercera “a determinar”.  El político conservador Antonio Maura lo confirmó en el Congreso de Diputados (sesión de 16 de julio de 1901): 

«Han pasado largos años viendo establecerse Ordenes religiosas, viendo cruzar por la calle a los religiosos con sus hábitos y, sin embargo, a nadie se le ha ocurrido que fuesen esos actos ilegales, ni que constituyeran extralimitación el autorizarlas y el consentirlas ... Y la evidencia es que, por unánime consentimiento de todos, un año y otro año  ha quedado consolidado el derecho de las Ordenes religiosas y es tarde para arrepentirse»

Cuando los gobiernos de la Restauración quisieron reaccionar contra el “clericalismo” perdieron la batalla. La Ley del candado de 1911 promovida por el gobierno del liberal José Canalejas, que pretendía frenar el crecimiento de las órdenes religiosas, no fue aplicada.  La Dictadura de Primo de Rivera cerró definitivamente las puertas a cualquier política que pretendiera cambiar el “statu quo” de la Iglesia católica en España. Por el contrario, en Francia la República había promulgado la Ley de 1905 de separación de la Iglesia y el Estado culminando así la construcción del Estado laico. Ese fue el modelo que tuvieron presente la mayoría de los republicanos y los socialistas españoles cuando se proclamó la Segunda República.
El socialista Luis Jiménez de Asúa, presidente de la Comisión de Constitución que redactó el proyecto de Constitución, afirmó en una de sus intervenciones ante el pleno de las Cortes Constituyentes, que la “cuestión religiosa” 

«ha surgido del fondo del ánima española y se ha situado en primer plano, y no ha sido, ciertamente, culpa nuestra. En la memoria de todos está la manera cómo los representantes de la Iglesia se adscribieron al sostenimiento de la Dictadura y dieron con esto –ya venían dándolo desde antes- un carácter político a una actuación que debió quedar sometida al fuero íntimo»

## Las propuestas republicanas sobre la cuestión religiosa
Los partidos republicanos y el partido socialista integrados en el  Gobierno Provisional que se formó en España tras la caída de la Monarquía el 14 de abril de 1931 estaban completamente de acuerdo en que uno de los principios básicos del nuevo régimen republicano habría de ser la completa separación de la Iglesia y el Estado poniendo fin así a más de cien años de confesionalidad del Estado. Pero discrepaban sobre el alcance que debía tener la secularización. A grandes rasgos se puede decir que existían dos propuestas:

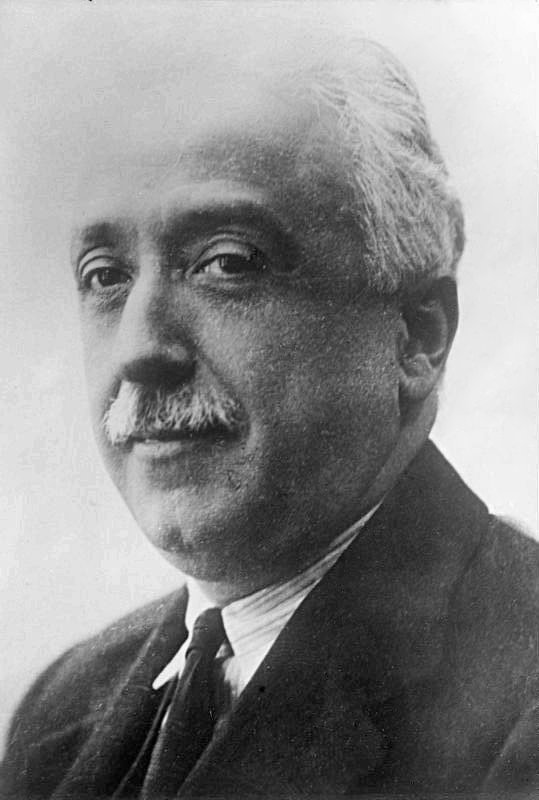
Niceto Alcalá-Zamora

- La minoritaria, liderada por la Derecha Liberal Republicana de Niceto Alcalá-Zamora  y Miguel Maura (y apoyada desde fuera del gobierno por los intelectuales de la Agrupación al Servicio de la República) que defendía un anticlericalismo o laicismo moderado que propugnaba la secularización del Estado (mediante un proceso gradual de separación de la Iglesia y el Estado) pero no de la sociedad, siguiendo la máxima liberal acuñada por el católico liberal del siglo XIX Charles de Montalembert: “La Iglesia libre en el Estado libre”.  Pensaban que proclamando la libertad de cultos y privando a la Iglesia de los privilegios que había conseguido bajo la Restauración y sobre todo durante su última etapa, la Dictadura de Primo de Rivera, perdería la posición de predominio que disfrutaba en la España de 1930. En cuanto al tema fundamental de la educación no se oponían a la existencia de colegios religiosos, y por tanto defendían la “libertad de enseñanza” y la escuela “neutra” respetuosa con las creencias religiosas de cada uno, y confiaban en la iniciativa social, siguiendo el modelo de la Institución Libre de Enseñanza.[8]

- La postura mayoritaria era la defendida por el resto de partidos republicanos y por el PSOE que pretendían ir mucho más lejos al propugnar un anticlericalismo radical que no solo abogaba por la secularización del Estado, sino también de la sociedad, justificándolo por el daño que había causado el clericalismo en la historia de España, al convertirse en el principal obstáculo para su progreso y modernización (en lo que coincidían con el movimiento librepensador y con la masonería).[9] Según los republicanos de izquierda y los socialistas había que privar a la Iglesia de los medios con que ejercía su hegemonía social y cultural, y sobre todo el más importante: la educación. Así pues su programa incluía la supresión del presupuesto de culto y clero, el matrimonio civil y el divorcio, la secularización de los cementerios y la medida más contundente: la disolución de las órdenes religiosas, y especialmente los jesuitas, y la nacionalización de sus bienes, sustituyendo los colegios religiosos que aquellas regentaban por una escuela “única” y laica. “Más que una Iglesia libre en un Estado libre se buscaría el sometimiento de la primera al segundo en aras del bien público”.[10] Este anticlericalismo radical, que también defendían los anarquistas, se vio acompañado como justificación de una cierta demagogia clerófoba que identificaba a los eclesiásticos, especialmente a los miembros del clero regular, como los enemigos del pueblo.[10] En esta propuesta más radical existían matices importantes entre los partidos que la defendían, desde los menos intransigentes como el Grupo de Acción Republicana de Manuel Azaña (que por ejemplo no exigían la disolución de las órdenes religiosas aunque sí la prohibición de la enseñanza) hasta las posturas más extremistas representadas por los radical-socialistas de Álvaro de Albornoz (que estaba cercano al anticlericalismo antirreligioso) y de Marcelino Domingo y por los socialistas (con la excepción del moderado Fernando de los Ríos), que parecían competir con los radical-socialistas a ver quien hacía propuestas aún más intransigentes. El Partido Republicano Radical de Alejandro Lerroux ahora mantenía una postura ambigua respecto de la “cuestión religiosa” aunque en su programa “oficial” todavía mantenía el anticlericalismo extremo que le había definido desde sus inicios.[11]

## La política religiosa inicial del Gobierno Provisional y la respuesta católica
Con la proclamación de la Segunda República Española, el nuevo orden constitucional debía amparar la libertad de cultos y desarrollar un proceso de secularización que permitiera superar la tradicional identificación entre el Estado y la Iglesia católica, uno de los elementos clave de legitimación de la monarquía. "Los republicanos anunciaron su determinación de crear un sistema de escuelas laicas, introducir el divorcio, secularizar los cementerios y los hospitales y reducir en gran medida, si no eliminar, el número de órdenes religiosas establecidas en España".
Sin embargo, las primeras decisiones del Gobierno Provisional sobre la secularización del Estado fueron muy moderadas, en sintonía con la decisión de poner a su frente al  católico liberal Niceto Alcalá Zamora y nombrar en la cartera clave de Gobernación, a su compañero de la Derecha Liberal Republicana, el también católico Miguel Maura. En el artículo 3º del Estatuto jurídico del Gobierno Provisional, promulgado el mismo día 14 de abril de 1931, y hecho público al día siguiente en el diario oficial, la Gaceta de Madrid, se proclamó la libertad de cultos: 

El Gobierno provisional hace pública su decisión de respetar de manera plena la conciencia individual mediante la libertad de creencias y cultos, sin que el Estado, en momento alguno, pueda pedir al ciudadano revelación de sus convicciones religiosas.

En aplicación de esta declaración en las tres semanas siguientes el Gobierno aprobó algunas medidas secularizadoras poco importantes, pero significativas, como la “disolución de la órdenes militares, supresión de la obligatoriedad de asistencia a actos religiosos en cárceles y cuarteles [22 de abril y 19 de abril, respectivamente], prohibición de participación oficial en actos religiosos [Circular del Ministro de la Gobernación del 17 de abril], fin de las exenciones tributarias a la Iglesia, privación de sus derechos a la Confederación Nacional Católico-Agraria, etc. Entre todas, quizá la medida más destacada fue el decreto de 6 de mayo declarando voluntaria la enseñanza religiosa”. Por un decreto de 5 de mayo se privó a la Iglesia católica su representación en los Consejos de Instrucción Pública, con lo que la jerarquía católica ya no pudo intervenir en la elaboración de los planes de estudios, un derecho del que venía disfrutando desde hacía mucho tiempo. Además se prohibió la asistencia a actos religiosos de los militares no siendo a título personal y se suspendieron las festividades de los Patronos de Armas y Cuerpos del Ejército. Por último se modificó la ley electoral de 1907 para que los sacerdotes pudieran presentarse como candidatos en las elecciones.
Al mismo tiempo el Gobierno Provisional inició los contactos con el nuncio Federico Tedeschini para asegurarle que el Gobierno hasta que no se aprobara la nueva  Constitución respetaría el Concordato de 1851 y a cambio la Iglesia debía dar muestras de que acataba el nuevo régimen. Así el día 24 de abril el nuncio envió un telegrama a todos los obispos en el que les transmitía el «deseo de la Santa Sede» de que «recomend[asen] a los sacerdotes, a los religiosos y a los fieles de su[s] diócesis que respet[ase]n los poderes constituidos y obede[ciese]n a ellos para el mantenimiento del orden y para el bien común». Junto al nuncio, el otro miembro de la jerarquía eclesiástica que encarnó esta actitud conciliadora hacia la República fue el cardenal arzobispo de Tarragona Francisco Vidal y Barraquer, que ya había realizado algunos gestos de deferencia hacia las nuevas autoridades como su visita al presidente de la Generalidad de Cataluña Francesc Macià, el día 18 de abril, o como el envío el día 22 de una carta de saludo y felicitación al Gobierno provisional de la República por parte de la conferencia de obispos catalanes. Otro prelado que estaba en la misma línea era el cardenal arzobispo de Sevilla, Eustaquio Ilundáin y Esteban, y el diario católico que la apoyaba era El Debate, dirigido por Ángel Herrera, fundador de la Asociación Católica Nacional de Propagandistas, que al día siguiente de la proclamación de la República había manifestado en el editorial publicado en primera página, aunque acompañado de un retrato y de un “homenaje al Rey Alfonso XIII”: “La República es la forma de gobierno ‘de hecho’ en nuestro país. En consecuencia, nuestro deber es acatarla. (…) Y no le acataremos pasivamente… le acataremos de un modo leal, activo, poniendo cuanto podamos para ayudarle en su cometido”.
Sin embargo un sector numeroso del episcopado estaba compuesto por obispos  integristas (muchos de ellos nombrados durante la Dictadura de Primo de Rivera) que no estaban dispuestos a transigir con la República a la que consideraban una desgracia. La cabeza visible de ese grupo era el Cardenal Primado y arzobispo de Toledo, Pedro Segura, que ya se había manifestado claramente contrario a la República antes y durante la campaña de las elecciones municipales del 12 de abril de 1931, afirmando que la República era obra de los “enemigos de la Iglesia y el orden social”, por lo que estaba justificado la formación de un “compacto frente unido” en defensa de la Monarquía y de la Iglesia católica. Ya en su primera intervención desde el púlpito después del 14 de abril se refirió a la República como un castigo divino, lo que levantó las iras de la prensa republicana, señalándolo como el símbolo del clericalismo monárquico, y provocó el envío de una nota de protesta del gobierno a la nunciatura. Pero el pronunciamiento de mayor trascendencia del Cardenal Segura se produjo el día 1 de mayo cuando hizo pública una pastoral en la que, tras abordar la situación española en un tono catastrofista, hacía un agradecido elogio de la monarquía y del destronado monarca Alfonso XIII, “quien, a lo largo de su reinado, supo conservar la antigua tradición de fe y piedad de sus mayores”. La prensa republicana interpretó la pastoral como una incitación a los fieles a unirse para salvar los derechos amenazados de la iglesia y los partidos y organizaciones de izquierda la consideraron una declaración de guerra, incrementando el sentimiento anticlerical de muchos ciudadanos. El Gobierno Provisional presentó una nota de "serena y enérgica" protesta al Nuncio Federico Tedeschini por lo que consideraba una intervención en política del Cardenal Primado, "cuando no hostilidad al régimen republicano", y pidió que fuera apartado de su cargo. La prensa, por su lado, arreciaba en su campaña contra Segura.

### La quema de conventos de mayo
En la mañana del domingo 10 de mayo de 1931 se inauguraba en la calle Alcalá de Madrid el Círculo Monárquico Independiente, fundado por el director del diario monárquico ABC, Juan Ignacio Luca de Tena, que acababa de regresar de Londres donde se había entrevistado con el exrey Alfonso XIII con el objetivo de formar un comité electoral del que surgiera una candidatura monárquica para presentarla en las elecciones a Cortes Constituyentes que se iban a celebrar al mes siguiente. Durante el acto, los monárquicos provocaron a los viandantes haciendo sonar la "Marcha Real" en un gramófono y lanzando pasquines de El Murciélago en el que se llamaba a "hacer la vida imposible a esta caricatura de República".
En la calle dos nuevos invitados que acababan de llegar, al parecer, sostuvieron una discusión política con el taxista que los había traído que era republicano, a la que se unieron varios transeúntes. La discusión se convirtió en un altercado y ardieron tres coches aparcados frente al Círculo, cuyos dirigentes pidieron la protección de la fuerza pública. En seguida corrió el rumor por la ciudad de que un taxista republicano había sido asesinado por unos monárquicos, y una multitud se congregó ante la sede del diario ABC en la calle Serrano, donde tuvo que intervenir la Guardia Civil, que disparó contra los que intentaban asaltar y quemar el edificio causando varios heridos y dos muertos, uno de ellos un niño.
Una manifestación se dirigió entonces a la sede de la Dirección General de Seguridad donde exigieron la dimisión del ministro de la Gobernación Miguel Maura (que había acudido personalmente a la sede del Círculo Monárquico para calmar los ánimos y donde había sido recibido por los republicanos al grito de ¡Maura, no!, rememorando el rechazo a la actuación de su padre, Antonio Maura, durante la Semana Trágica de 1909). Al mismo tiempo grupos de exaltados quemaban un quiosco del diario católico El Debate, apedreaban el casino militar y rompían los escaparates de una librería católica. Además a las ocho de la tarde algunas armerías eran asaltadas y se producían disparos contra una unidad montada de la Guardia Civil. Hacia la medianoche un exaltado disparó contra la multitud congregada en la Puerta del Sol hiriendo a una persona y luego fue linchado.
Esa misma noche el ministro de la Gobernación Miguel Maura quiso desplegar a la Guardia Civil pero sus compañeros de gobierno, encabezados por el presidente Niceto Alcalá Zamora y por el ministro de la Guerra Manuel Azaña, se opusieron, reacios a emplear a las fuerzas de orden público contra el "pueblo" y restando importancia a los hechos. Maura también usó como argumento que había recibido una información de un capitán del ejército de que algunos jóvenes del Ateneo de Madrid estaban preparándose para quemas edificios religiosos al día siguiente, a lo que Manuel Azaña le contestó, según cuenta Maura en sus memorias, que eran «tonterías» y añadió, que, en caso de ser cierto lo que se preparaba, sería una muestra de «justicia inmanente».
Cuando el gobierno estaba reunido a primeras horas de la mañana del lunes 11 de mayo le llegó la noticia de que la Casa de Profesa de los jesuitas estaba ardiendo. El ministro de la Gobernación Miguel Maura de nuevo intentó sacar a la calle a la Guardia Civil para restablecer el orden pero al igual que la noche anterior se encontró con la oposición del resto del gabinete y especialmente de Manuel Azaña, quien, según Maura, llegó a manifestar que todos los conventos de Madrid no valen la vida de un republicano y amenazó con dimitir si hay un solo herido en Madrid por esa estupidez.  A otro ministro, según Maura, le hizo gracia que fuesen los jesuitas los primeros en pagar «tributo» al «pueblo soberano». El que presentó su dimisión -que luego retiraría- fue Maura que abandonó la sede de la Presidencia del Gobierno. La inacción del gobierno permitió que los sublevados quemaran más de una decena de edificios religiosos. Por la tarde, por fin, el Gobierno declaró el estado de guerra en Madrid y a medida que las tropas fueron ocupando la capital, los incendios cesaron. Al día siguiente, martes 12 de mayo, mientras Madrid recuperaba la calma, la quema de conventos y de otros edificios religiosos se extendía a otras poblaciones del este y el sur peninsular (los sucesos más graves se produjeron en Málaga). Por el contrario, allí donde los gobernadores civiles y los alcaldes actuaron con contundencia no hubo incendios.
No se sabe con absoluta certeza quién quemó los alrededor de cien edificios religiosos que ardieron total o parcialmente aquellos días (además de la destrucción de objetos del patrimonio artístico y litúrgico y la profanación de algunos cementerios de conventos), y durante los cuales murieron varias personas y otras resultaron heridas, pero la hipótesis más admitida es que los incendiarios fueron elementos de extrema izquierda republicana y anarquista que pretendían presionar al Gobierno Provisional para que llevara a cabo la «revolución» que significaba ante todo arrancar de cuajo el «clericalismo». Sin embargo lo que sí que está clara fue la irresponsabilidad del gobierno en el manejo de la situación, que solo se explica, además de por una difusa simpatía que pudieran sentir algunos ministros por los alborotadores, por “una mezcla de perplejidad, error de cálculo, debilidad y miedo a la impopularidad derivada del empleo de la fuerza contra el pueblo”. En esta misma línea explicativa se manifiesta el historiador Gabriel Jackson que señala que la "mayoría de los ministros" no quería que "el nuevo régimen comenzara su existencia disparando contra españoles" convencidos de que "las masas odiarían a un Gobierno que recurriera a la guardia civil ante las primeras señales de un motín". El propio presidente Niceto Alcalá Zamora en una alocución radiada el mismo día 11 justificó implícitamente la actitud del gobierno diciendo que se había evitado un baño de sangre. También el Papa Pío XI el 17 de mayo se referiría a la “gravísima” responsabilidad de los que no habían “impedido oportunamente” que los sucesos se produjeran.
La izquierda republicana y los socialistas hablaron de la existencia de una conspiración monárquica y clerical e interpretaron los hechos como un “aviso para el Gobierno Provisional” sobre la política moderada que había llevado hasta esos momentos. El pueblo “dotado de fino instinto”, aseguró El Socialista, se había adelantado al Gobierno en la defensa del régimen. El órgano cenetista Solidaridad Obrera fue el que más insistió en la intervención popular en los hechos y en relacionarlos con un movimiento justiciero frente al «afeminamiento político» del Gobierno, que «ha[bía] dejado de ser un Gobierno revolucionario para convertirse en uno de los tantos Gobiernos liberales de la monarquía». Las logias masónicas también expresaron al gobierno su descontento por su contemporización con los elementos conservadores, clericales y monárquicos. Entre los que apoyaban al gobierno Provisional los únicos que claramente condenaron lo sucedido y se opusieron a la interpretación que estaban haciendo de los sucesos la izquierda republicana y los socialistas fueron los intelectuales de la Agrupación al Servicio de la República que criticaron duramente que se considerara una expresión de la democracia los actos vandálicos de una “multitud caótica e informe” y ponían en duda que incendiar edificios religiosos fuera una demostración de “verdadero celo republicano”.

### La tensión entre la República y la Iglesia católica
El gobierno se sumó a la interpretación de la izquierda republicana y de los socialistas y por eso ordenó la suspensión de la publicación del diario católico El Debate y del monárquico ABC, así como la detención de varios significados monárquicos (que semanas después serían absueltos por los tribunales, lo que provocó una dura reacción de la prensa de izquierdas que lo consideró una nueva y vergonzosa maniobra monárquica). El gobierno llegó a acordar incluso la expulsión de los jesuitas aunque finalmente no se consumó. Y en ese contexto se produjo la expulsión de España el 17 de mayo del obispo integrista de Vitoria Mateo Múgica, por negarse a suspender el viaje pastoral que tenía previsto realizar a Bilbao donde el gobierno temía que con motivo de su visita se produjeran incidentes entre los carlistas y los  nacionalistas vascos que compartían su oposición a la República y su defensa del clericalismo, y los republicanos y los socialistas anticlericales.
El Gobierno Provisional aprobó también algunas medidas dirigidas a asegurar la separación de la Iglesia y el Estado sin esperar a la reunión de las Cortes Constituyentes. El 13 de mayo una circular de la Dirección General de Enseñanza Primaria concretaba el decreto de 6 de mayo que había declarado voluntaria la enseñanza religiosa. En ella, además de establecer que sería necesaria una manifestación expresa de los padres en la matrícula indicando que deseaban recibirla, se ordenaba la retirada de crucifijos de las aulas donde hubiese alumnos que no recibieran enseñanza religiosa. El 21 de mayo un decreto declaraba obligatorio el título de maestro para ejercer la enseñanza, lo que afectaba especialmente a los colegios religiosos ya que los frailes y monjas que impartían las clases carecían del mismo. El 22 de mayo otro decreto reconocía la libertad de cultos y la libertad de conciencia en la escuela y otra disposición prohibía a los religiosos “enajenar inmuebles y objetos artísticos, arqueológicos o históricos” sin permiso de la administración.

#### El "caso Segura"

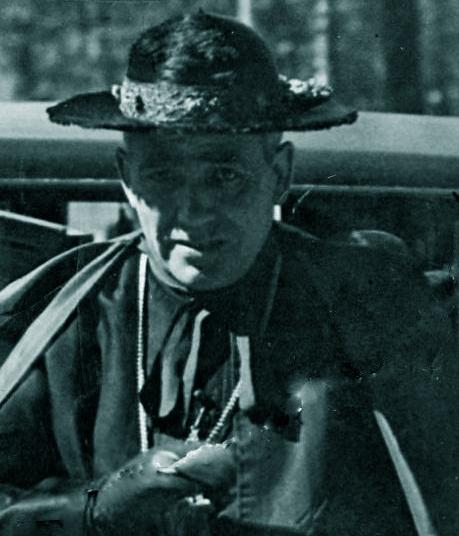
Cardenal Pedro Segura

La Iglesia católica, que en general había reaccionado con moderación a los incendios de mayo, criticó todas estas medidas laicistas, especialmente la retirada de los crucifijos de las aulas donde hubiera alumnos que no querían recibir enseñanza religiosa, y sobre todo el decreto de 22 de mayo que provocó incluso la protesta del Nuncio asegurando que no era legal legislar sobre libertad de cultos o enseñanza religiosa en las escuelas sin tener en cuenta el Concordato de 1851. El 30 de mayo el Vaticano negó el placet al recién nombrado embajador de España, Luis de Zulueta. La reacción más radical partió de nuevo del cardenal Segura que el 3 de junio en Roma, donde se encontraba desde el 12 de mayo, hizo pública una pastoral en la que se recogía “la penosísima impresión que les había producido ciertas disposiciones gubernativas” a los obispos y todos los agravios que a su juicio había padecido la Iglesia hasta esos momentos, incluido el último decreto, del que no aceptaban que la enseñanza religiosa desapareciera de la escuela pública, poniendo de manifiesto el antiliberalismo que la Iglesia católica seguía manteniendo. La pastoral del cardenal Segura de nuevo desató las iras de la prensa republicana y socialista que la calificó de “intromisión intolerable”. El Gobierno Provisional expresó al Vaticano su deseo de que el cardenal no retornase a España y que fuese destituido de la sede de Toledo. En estas circunstancias el cardenal Segura volvió inesperadamente a España el 11 de junio y fue detenido tres días después por orden del gobierno en Guadalajara, y el día 15 fue expulsado del país. De este hecho quedó una famosa foto que dio la vuelta al mundo con el cardenal abandonando el convento de los paúles de Guadalajara rodeado de policías y guardias civiles, que se presentó como "prueba" de la "persecución" que estaba padeciendo la Iglesia católica en España. El Cardenal Segura no volvería a España hasta después de iniciada la guerra civil Al día siguiente se celebró en la plaza de toros de Pamplona un gran mitin católico para protestar contra la expulsión del cardenal.

#### El "caso Echeguren"
Dos meses después, y en pleno debate en las Cortes Constituyentes recién abiertas sobre la nueva Constitución en el que la “cuestión religiosa” estaba siendo la más polémica, se producía un nuevo incidente que enturbió aún más las relaciones de la República y la Iglesia católica y en el que el Cardenal Segura volvía a ser protagonista. El día 17 de agosto entre la documentación incautada al vicario de Vitoria, Justo Echeguren, que había sido detenido tres días antes en la frontera hispano francesa por la policía, se encontraron unas instrucciones del Cardenal Segura a todas las diócesis en las que se facultaba a los obispos a vender bienes eclesiásticos en caso de necesidad. "Pero lo considerado más grave por el gobierno era que, a tal circular, acompañaba un dictamen del abogado Rafael Martín Lázaro, firmado en fecha tan temprana como el 8 de mayo, que aconsejaba la transferencia por parte de la Iglesia de sus bienes inmuebles a seglares y la colocación de bienes muebles en títulos de deuda extranjeros, es decir, invitaba a la fuga de capitales", todo ello para eludir una posible expropiación por parte del Estado. La respuesta inmediata del Gobierno Provisional, después de descartar la ruptura de las relaciones diplomáticas con la Santa Sede, fue la publicación el 20 de agosto de un decreto en el que se suspendían las facultades de venta y enajenación de los bienes y derechos de todo tipo de la Iglesia católica y de las órdenes religiosas. En el preámbulo se intentó suavizar la medida haciendo referencia a “los esfuerzos notorios que ha[bían] realizado elementos destacados de la Iglesia española” para mantener su lealtad al nuevo régimen, aludiendo así al sector conciliador encabezado por el cardenal Francisco Vidal y Barraquer y el Nuncio frente al intransigente sector integrista encabezado por el cardenal Segura. Por otro lado, el decreto fue acompañado por la suspensión de una decena de periódicos católicos del País Vasco y de Navarra que se habían significado por sus proclamas antirrepublicanas y que fueron acusados por el gobierno de hacer llamamientos a la rebelión armada contra la República.

## La Constitución de 1931

### La propuesta de la ponencia de la Comisión Constitucional

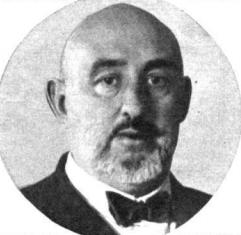
Ángel Ossorio y Gallardo

Una Comisión Jurídica Asesora nombrada por el Gobierno Provisional y presidida por el jurista católico liberal Angel Ossorio y Gallardo redactó un anteproyecto de Constitución en el que la solución dada a la “cuestión religiosa” respondía a los principios del laicismo liberal: se establecía la separación de la Iglesia y el Estado pero se reconocía un estatus especial a la Iglesia católica al considerarla “Corporación de Derecho Público” y también la libertad de conciencia, con la única limitación del “respeto debido a las exigencias de la moral pública”, y la libertad de cultos, tanto privada como públicamente.
Pero el anteproyecto de la Comisión Jurídica Asesora fue rechazado por la Iglesia católica y, aunque por motivos diametralmente opuestos, por la mayoría de las Cortes Constituyentes integrada por los partidos republicanos de izquierda y el partido socialista, todos ellos defensores de un anticlericalismo radical. Así la Comisión Constitucional presidida por el socialista Luis Jiménez de Asúa elaboró un nuevo proyecto de Constitución que dio a conocer el 18 de agosto de 1931, en el cual, después de establecer en el artículo 3 la completa separación de la Iglesia y el Estado con la misma fórmula propuesta por la Comisión Jurídica Asesora (“No existe religión de Estado”, aunque finalmente fue modificada por la más moderada de “El Estado español no tiene religión oficial”), recogía la máxima aspiración anticlerical desde hacía un siglo: la supresión de las órdenes religiosas (y la consiguiente nacionalización de sus bienes). Además se suprimía el reconocimiento especial de la Iglesia católica y desaparecía su consideración como “Corporación de Derecho Público” y se prohibía expresamente cualquier auxilio económico por parte del Estado. También se limitaba la libertad de cultos al interior de los templos. Por último se establecía la “escuela única” del Estado, por lo que la actividad educativa de la Iglesia quedaría limitada a enseñar sus “respectivas” doctrinas en sus “propios” establecimientos.
Mientras tanto, al margen de las Cortes, dos miembros del Gobierno Provisional, su presidente, el republicano liberal Niceto Alcalá Zamora, y el ministro de Justicia, el socialista Fernando de los Ríos, alcanzaban el 14 de septiembre, después de una difícil negociación, unos “puntos de conciliación” con el Nuncio Tedeschini y el Cardenal Vidal y Barraquer, que encabezaban el sector “posibilista” de la jerarquía eclesiástica que estaba dispuesta a aceptar la aconfesionalidad del Estado y la renuncia progresiva a vivir del presupuesto de “culto y clero”, a cambio de que se le reconociera su relevancia social, mediante la firma de un Concordato o de un ‘modus vivendi’ entre la Iglesia y el Estado, no fueran disueltas las órdenes religiosas y se aceptase la “libertad de enseñanza” (es decir, que los colegios religiosos pudieran continuar como hasta entonces). Pero Alcalá-Zamora y Fernando de los Ríos no pudieron hacer valer estos "puntos de conciliación" con la Iglesia católica por la oposición del resto del gobierno y de la mayoría de las Cortes.

### El debate del artículo 26 de la Constitución
Como ya señaló hace tiempo el historiador Gabriel Jackson "el debate sobre el artículo 26 fue el primer conflicto revolucionario en la historia de la joven República" Durante el debate los radical-socialistas y los socialistas se opusieron vehementemente a cualquier modificación de la propuesta de la Comisión, mientras que los diputados de Acción Republicana, el partido del ministro de la Guerra Manuel Azaña pretendían “suavizarla”. Por su parte la Derecha Liberal Republicana (desde julio de 1931, Partido Republicano Progresista) de Niceto Alcalá-Zamora y la Agrupación al Servicio de la República pretendían recuperar la propuesta inicial de la Comisión Jurídica Asesora. El Partido Republicano Radical mantenía de nuevo una posición ambigua, ya que mientras su portavoz inicialmente apoyó la propuesta de la ponencia, su líder Alejandro Lerroux se mostraba dispuesto a transigir, aproximando su postura a la de la Derecha Liberal Republicana, aunque manteniendo un notable diferencia con ella: la prohibición del ejercicio de la enseñanza a las órdenes religiosas.
Los diputados de la derecha católica (la Minoría Agraria, donde se integraban los diputados agrarios de José Martínez de Velasco y los cinco diputados de Acción Nacional de José María Gil Robles y la Minoría vasco-navarra, que comprendía a carlistas, integristas y nacionalistas vascos, que entre ambas sumaban tan solo 40 diputados de un total de 468) se opusieron acaloradamente al "ataque a los derechos de la Iglesia” y defendieron la confesionalidad católica del Estado. En defensa de la línea católica “posibilista” preconizada por el Cardenal Vidal y Barraquer, intervino, entre otros, el líder de Acción Nacional. José María Gil Robles que, después de recordar el rechazo de los católicos al principio de la libertad de conciencia, se mostró dispuesto a aceptar, con matices, la declaración del laicismo del Estado, siempre que se reconocieran los “derechos de la Iglesia”, incluidos los de las órdenes religiosas, aunque su intervención concluyó, después de afirmar que el proyecto constitucional era un "proyecto de persecución religiosa", con una advertencia: "que desde el momento en que se aprobara un texto de esta naturaleza, por nuestra parte declararíamos abierto un nuevo periodo constituyente".
En la mañana del martes 13 de octubre se reunió la Comisión Constitucional para introducir enmiendas en el artículo 26 (el 24 en el proyecto) que satisficieran a los grupos, como Acción Republicana o el Partido Republicano Radical, que apoyaban al Gobierno Provisional pero que se habían mostrado partidarios de “suavizar” el proyecto (en ningún momento se planteó la opción de aceptar los puntos de vista de la derecha católica “posibilista”, ni de la derecha republicana). Sin embargo, tanto los radical-socialistas como los socialistas siguieron defendiendo la redacción inicial. El desacuerdo se resolvió finalmente gracias a la intervención de Manuel Azaña en el pleno que se celebró por la tarde en el que pronunció la famosa frase “España ha dejado de ser católica”, que más adelante, sacada de su contexto, sería utilizada por la derecha antirrepublicana como la “prueba” de que el proyecto de Azaña era “descristianizar” España (en realidad a lo que se refería Azaña era a que el catolicismo había dejado de ser el elemento definidor de la cultura española y que por tanto se tenía que proceder a la completa y radical separación de la Iglesia y el Estado).

La premisa de este problema [religioso], hoy político, la formulo yo de esta manera: España ha dejado de ser católica: el problema político consiguiente es organizar el Estado en forma tal que quede adecuado a esta fase nueva e histórica del pueblo español. (...) En este asunto, Sres. Diputados, hay un drama muy grande, apasionante, insoluble. Nosotros tenemos, de una parte, la obligación de respetar la libertad de conciencia, naturalmente sin exceptuar la conciencia cristiana; pero tenemos también, de otra parte, el deber de poner a salvo la República y el Estado.

Azaña en su intervención apoyó la nueva redacción del texto de la ponencia que eliminaba la supresión de las órdenes religiosas y a cambio ofreció la limitación de sus actividades incluida la prohibición de ejercer la enseñanza (lo que sería regulado en una futura ley de congregaciones a aprobar por las Cortes Constituyentes) y la disolución de la orden religiosa más odiada por los anticlericales, los jesuitas (identificados con el antiliberalismo más reaccionario). Posteriormente se incluyó otra concesión demandada por los socialistas: que la partida del presupuesto destinada al clero desaparecería en el plazo de dos años. 

«Yo digo que, en el orden de las ciencias morales y políticas, la obligación de las Ordenes religiosas católicas, en virtud de su dogma, es enseñar todo lo que es contrario a los principios en que se funda el Estado moderno... [Por eso] ni mi partido ni yo, en su nombre, suscribiremos una cláusula legislativa en virtud de la cual siga entregado a las Ordenes religiosas el servicio de la enseñanza. Eso, jamás. Yo lo siento mucho; pero esta es la verdadera defensa de la República... A mí que no me vengan a decir que esto es contrario a la libertad porque esto es una cuestión de salud pública»

La propuesta de Azaña fue finalmente aprobada con los votos favorables de los socialistas y de los republicanos de izquierda (a excepción de los radical-socialistas que se abstuvieron, pues seguían defendiendo el texto original de la ponencia), y también de los diputados del Partido Republicano Radical, mientras que la Agrupación al Servicio de la República se abstenía por considerar que la propuesta era demasiado radical, y el Partido Republicano Progresista (la antigua Derecha Liberal Republicana de Alcalá-Zamora y Maura), la derecha monárquica y la derecha católica votaban en contra. En total 178 votos a favor y 59 en contra. Inmediatamente las minorías agraria y vasco-navarra junto con otros diputados católicos anunciaron su retirada de las Cortes en señal de protesta, hasta que terminaran los debates constitucionales.
La aprobación del artículo 26 (el 24 en el proyecto) provocó una grave crisis política porque el presidente del Gobierno Provisional Niceto Alcalá-Zamora y el ministro de la Gobernación Miguel Maura presentaron su dimisión al estar en completo desacuerdo con su contenido. Manuel Azaña, el político que había conseguido aglutinar a las partidos republicanos de centro-derecha y de izquierda y al partido socialista en el espinoso tema de la cuestión religiosa, aunque fuera a costa de dejar fuera a la derecha tanto la republicana como la monárquica y católica, fue el nuevo presidente del Gobierno Provisional.
Tras la retirada de la Minoría Agraria y de la Minoría vasco-navarra, que se habían opuesto a la libertad de cultos, al reconocimiento del divorcio porque atentaba contra la familia, y a la escuela "única" y laica, porque era contraria a la "libertad de enseñanza", y tras la resolución de la disputa principal, la aprobación del resto de artículos de la Constitución relacionados con la cuestión religiosa fue mucho menos conflictiva y, paradójicamente, se “suavizaron” algunos aspectos de la redacción original del proyecto de la Comisión. Así de la prohibición del culto fuera de los templos (establecida en el artículo 25 de la ponencia) se pasó a la tolerancia a “las manifestaciones públicas del culto” aunque bajo el control del gobierno que era quien podía autorizarlas (art. 27 en la nueva redacción, en el que se mantuvo la secularización de los cementerios). En el reconocimiento del derecho al divorcio (Art. 41 de la ponencia) se limitó a decir que el matrimonio podría disolverse por “mutuo disenso o a petición de ambos cónyuges, con alegación en este caso de justa causa” (Art. 43 en la nueva redacción, en el que también se reconoció la igualdad legal entre los hijos tenidos dentro o fuera del matrimonio), lo que fue desarrollado en la Ley de Divorcio de 1932. Por último, la propuesta de establecer la escuela laica y “única”, lo que era interpretado como que el Estado detentaría el monopolio de la enseñanza, se pasó a la escuela laica y “unificada” (de significado mucho más ambiguo), manteniéndose la limitación de la actividad educativa de la Iglesia a “enseñar sus respectivas doctrinas en sus propios establecimientos”, bajo la inspección del Estado (Art. 48). El artículo 49 dejaba la puerta abierta a la enseñanza privada, al determinar que las "condiciones en que se podrá autorizar" las establecerá una futura "ley de Instrucción pública".</ref>

### La respuesta de la Iglesia y del movimiento católico
Tanto la Iglesia católica como las organizaciones vinculadas a ella reaccionaron enérgicamente contra la solución que se había dado a la cuestión religiosa en la Constitución. Tanto los católicos “posibilistas” como los integristas interpretaron el contenido del artículo 26 como una “medida persecutoria” contra la Iglesia y como una “declaración de guerra a los católicos”. Solo tres días después de que fuera aprobado el artículo el papa Pío XI envió un telegrama a todos los obispos españoles en el que protestaba “enérgicamente” por todas “las múltiples ofensas inferidas a los derechos sagrados de la Iglesia, que son los derechos de Dios y de las almas”, lo que fue apoyado por los prelados afirmando que el laicismo privaba al hombre de la “verdad y la ley de Cristo”. Una vez aprobada la Constitución los obispos españoles hicieron público a finales de diciembre de 1931 un Documento colectivo de protesta por el trato dado a la Iglesia católica a pesar de haber «dado pruebas evidentes y abnegadas de moderación, paciencia y generosidad, evitando... cuanto pudiera parecer un acto de hostilidad a la República». En el documento se acusaba a las Cortes Constituyentes de haber actuado con "criterio sectario" y haber acordado una "solución de venganza" fruto del "absoluto laicismo de Estado" que ponía a la Iglesia "en materias que le son de su exclusiva competencia, bajo [la] dominación del poder civil":
Desde el mismo momento en que se aprobó el artículo 26 se inició una campaña de movilizaciones y de protestas de los católicos a favor de la revisión de la Constitución, cuya primera media había sido la retirada de las Cortes de los diputados de la derecha católica (de la Minoría Agraria y de la Minoría vasco-navarra), que declararon haber “llegado al límite de [su] transigencia”. 

La intransigencia de las Cortes y su divorcio del sentir del pueblo, manifestados en el criterio relativo a la propiedad, la familia, la enseñanza y aun a los fundamentos mismos de la ordenación social... ha culminado en los preceptos relativos a la cuestión religiosa. El acuerdo de los núcleos de mayoría dio por resultado la redacción de un artículo netamente persecutorio, disfrazado con apariencias de medida salvadora del régimen. (...) Denegado a la Iglesia católica y a sus instituciones un régimen de derecho común de simple ciudadanía, con quebranto de los más elementales derechos del hombre... la Constitución que va a aprobarse no puede ser nuestra. (...) Nosotros levantamos ya desde ahora, dentro de la ley, la bandera de su revisión. Si en las Cortes nos desentedemos del problema, lo llevamos sin rebozo ante la opinión en una intensa campaña que desde ahora iniciamos. (...) Dirigimos a los católicos un llamamiento enérgico y apremiante a la acción. La Constitución política, nutrida de espíritu sectario, no existe para nosotros. Frente a ella, todos unidos como hermanos. (...) El esfuerzo que estérilmente habríamos de desarrollar en la elaboración de una Constitución antirreligiosa y antisocial, lo emplearemos en mover a la opinión contra ella.

Asimismo se convirtió a Acción Nacional en una organización política estable para que en torno a ella se formara una candidatura católica a las elecciones, que se pensaba que se iban a celebrar tras aprobarse la Constitución (como le dijo José María Gil Robles, líder de Acción Nacional, al cardenal Vidal y Barraquer: “No hay más camino que el de las elecciones: traer las derechas al Parlamento una minoría suficientemente fuerte que permitiera más adelante "un acuerdo con otras fueras parlamentarias (grupo Lerroux, por ejemplo)”). La campaña de movilización revisionista católica adoptó un tono de cruzada, porque lo que estaba en juego, según el director de El Debate, Angel Herrera, era “comunismo o civilización cristiana”. La campaña católica fue respondida con una movilización de la izquierda republicana y socialista, que contó con el apoyo del gobierno y de algunas autoridades locales, en defensa del laicismo y de lo que creían era un intento de destruir la República, produciéndose algunos enfrenamientos graves entre clericales y anticlericales, como los que ocurrieron en Bilbao en enero de 1932, donde hubo tres muertos y se incendió un convento.

### Valoración final
Por primera vez en la historia del constitucionalismo español se implantó un Estado laico, superando por fin la secular oposición clerical a que se introdujera cualquier medida secularizadora que pudiera poner en riesgo la unidad católica de España. Sin embargo, los constituyentes, a diferencia del "problema catalán" en que optaron por una "fórmula de concordia" que se plasmó en el "Estado integral" que hizo posible el Estatuto de Autonomía de Cataluña de 1932, en el "problema religioso" optaron por una "fórmula de confrontación". "A los nacionalistas catalanes se les proponía una vía de integración en el Estado español; a las confesiones religiosas se les propuso el artículo 26, 'verdadero punto neurálgico de la Constitución", como observó Pérez Serrano, con la taxativa prohibición del ejercicio de la industria, el comercio y la enseñanza".

Es indudable que el constituyente de 1931 adoptó una actitud beligerante contra la presencia de la Iglesia en todos los ámbitos de la vida social que el concordato de 1851 y la política de la Monarquía restaurada le había entregado: cárceles, hospitales, cuarteles, cementerios, sacralización de espacios públicos, moral pública y privada, y, sobre todo, colegios de primera y segunda enseñanza... Era momento, a juicio de los constituyentes, de que la República española acometiera el problema que la República francesa había resuelto treinta años antes [bajo el gobierno de Émile Combes] y que en España no había hecho más que agravarse.

Así pues, la izquierda republicana y socialista, con el apoyo final del Partido Republicano Radical, impusieron su modelo anticlerical radical y no buscaron el consenso ni siquiera con la derecha católica republicana y mucho menos con la derecha católica “posibilista” (con la derecha monárquica e integrista antirrepublicana el consenso era absolutamente imposible). De esta forma se produjo una fractura social y política entre el “pueblo republicano” y el “pueblo de Dios” (dos entidades mutuamente excluyentes) que dificultó enormemente la consolidación del régimen republicano. 

Muchos de aquellos ciudadanos católicos que habían votado por las candidaturas republicanas en 1931 –y que hemos de pensar que no fueron pocos- se sintieron desilusionados por falta de sensibilidad de los padres de la patria hacia sus creencias más íntimas y algunas de sus instituciones más queridas. Y ello en un momento en que los católicos estaban dispuestos a ceder, incluida parte de su jerarquía, terreno a los laicizadores. A partir de entonces, bastantes comenzarían a desidentificarse con un proyecto de República que ya no consideraban suyo. En cuanto a los otros católicos, aquellos católicos no republicanos que habían permanecido en la expectación, la indiferencia o el anonadamiento tras la proclamación del nuevo régimen, la nueva Constitución y su posterior desarrollo y aplicación los harían experimentar una sacudida y salir de su pasividad en defensa de la religión que creían injustamente atacada y hasta perseguida. La bandera de la religión, de hecho, sirvió para agrupar a las derechas en torno a la CEDA con el propósito de revisar y reformar la ley fundamental en un sentido contrasecularizador. A la postre, la solución dada a la secular cuestión religiosa española no la resolvería, sino que exacerbaría aún más, dividiendo a la comunidad política en dos polos difícilmente conciliables y perpetuando un viejo factor más de fractura en aquella fracturada sociedad española de los años treinta.

Al menos por lo que se refería a la cuestión religiosa, las principales exigencias de la revolución republicana habían encontrado un lugar más o menos significativo dentro del articulado constitucional. (...) Si la Constitución era una carta de principios al servicio de un proyecto político inspirado por los valores y la ideología de la izquierda no era por casualidad, sino porque desde tiempo atrás, y en especial desde las elecciones generales de junio, se había dado por bueno que... el nuevo régimen, para ser verdaderamente una República de los republicanos, tenía que dotarse de unas instituciones y unos contenidos de reforma radical que respondieran a las exigencias de modernización formuladas por la izquierda: “La República, dijo Azaña años más tarde [14 de julio de 1935], no es una mera enunciación de principios políticos o de doctrina política (...), sino un instrumento de reforma sustancial del Estado y de la sociedad”.

## La política religiosa del gobierno de Manuel Azaña durante el primer bienio
A partir de la aprobación de la Constitución el gobierno republicano-socialista promulgó una serie decretos y propuso unas leyes para su aprobación por las Cortes que hicieran efectiva la aconfesionalidad del Estado y que permitieran que éste asumiera aquellas funciones administrativas y sociales que la Iglesia católica había desempeñado hasta entonces. La primera medida que tomó fue el decreto de 23 de enero de 1932 que daba cumplimiento a lo dispuesto en el artículo 26 de la Constitución: la disolución de la orden de los jesuitas y la nacionalización de la mayor parte de sus bienes (colegios y residencias, especialmente), que pasaron a ser gestionados por un Patronato.
El problema que se le planteó al Gobierno fue que la mayoría de las propiedades no figuraban a nombre de los jesuitas, sino que pertenecían a hombres de paja o a sociedades. El Gobierno pudo identificar unas 33 escuelas, 47 residencias y 79 edificios urbanos que esperaba utilizar como escuelas, pero pronto se vio frustrada esa pretensión porque los jesuitas plantearon numerosos recursos ante los tribunales (uno de sus abogados fue el líder de Acción Nacional, José María Gil Robles) que demostraban que ellos eran simplemente los inquilinos de los inmuebles, pero no los propietarios. Al final el Gobierno pudo hacerse con una docena de edificios, pero la legalidad de su ocupación continuaba pendiente de los tribunales y de la eventual compensación que tendría que ser pagada. El decreto no expulsaba a los jesuitas del país, como ya sucedió en tiempos de Carlos III, sino que les daba la oportunidad de permanecer en España si se desvinculaban de la Compañía. Pero los jesuitas decidieron por propio acuerdo retirar a muchos de sus sacerdotes más jóvenes, lo que fue dado a conocer en la prensa mundial como la “expulsión de los jesuitas”.
Cumpliendo otro mandato constitucional, siete días después, el decreto de 30 de enero de 1932 secularizaba los cementerios (la mayoría de ellos estaban administrados por iglesias parroquiales o por cofradías), que pasaron a ser propiedad de los ayuntamientos que fueron los que a partir de entonces asumieron su gestión. Asimismo los entierros católicos fueron considerados manifestaciones públicas del culto, por lo que de acuerdo con el artículo 27 de la Constitución, tenían que ser autorizados por los alcaldes, quienes podían establecer las normas por las que deberían regirse e incluso gravarlos con impuestos.
La secularización de los cementerios en algunos lugares dio lugar a ceremonias públicas presididas por los alcaldes acompañados por la banda municipal tocando La Marsellesa, y allí donde existían, se procedía al derribo de las vallas que separaban las tumbas de los que no habían querido ser enterrados según el rito católico del resto de cementerio. Además había discursos en los que decía que el matrimonio y el entierro civiles eran signos de “cultura”, mientras que las ceremonias religiosas eran signos de superstición.
Pocos días después, el 2 de febrero de 1932, las Cortes aprobaban la ley de divorcio que sentaba el principio de que la disolución del contrato matrimonial era una potestad del Estado no de la Iglesia católica, que hasta entonces había detentado su monopolio (con las "nulidades matrimoniales" de los tribunales eclesiásticos). Gabriel Jackson atribuye “el hecho asombroso” de la escasez de casos de divorcio (solo hubo unas 7.000 demandas y se dictaron unas 3.500 sentencias favorables) a que “los españoles de todas clases eran intensamente conservadores en esta materia”.

### La Ley de Confesiones y Congregaciones Religiosas
El momento de mayor confrontación entre el gobierno y la Iglesia católica fue la presentación y el debate de la Ley de Confesiones y Congregaciones Religiosas que tuvo lugar en los primeros meses de 1933. Así, el 25 de mayo de 1933, cuando ya había sido aprobada por las Cortes aunque faltaba la firma del presidente Alcalá-Zamora, los cardenales y obispos españoles, encabezados por el nuevo cardenal primado Isidro Gomá y Tomás (nombrado por Roma el mes anterior), hacían pública una carta episcopal que consideraba la ley “un duro ultraje a los derechos divinos de la Iglesia”, condenaba "todas las injerencias y restricciones con que esta ley de agresiva excepción pone a la Iglesia bajo el dominio del poder civil" y llamaba a la movilización de los católicos. El 3 de junio, al mismo día en que se promulgaba la ley mediante su publicación den la Gaceta de Madrid, se hacía pública una encíclica del Papa Pío XI (Dilectissima Nobis) en la que condenaba el "espíritu anticristiano" del régimen español, afirmando que la Ley de Congregaciones “nunca podrá ser invocada contra los derechos imprescriptibles de la Iglesia”, y de nuevo llamaba a la movilización contra la República. En la Encíclica se decía:

ante la amenaza de daños tan enormes, recomendamos vivamente a los católicos de España que, dejando a un lado recriminaciones y lamentos y subordinando al bien común de la patria y de la religión todo otro ideal, se unan todos, disciplinados, para la defensa de la fe y para alejar los peligros que amenazan a la misma sociedad civil.

Enrique Herrera, hermano de Ángel Herrera y dirigente de la Federación de Amigos de la Enseñanza, calificó el escenario creado por la Ley de “guerra civil de la cultura”.
La ley de Congregaciones desarrollaba los artículos 26 y 27 de la Constitución y establecía que las órdenes y congregaciones religiosas debían inscribirse en un Registro especial del Ministerio de Justicia; reglamentaba el culto público; suprimía la dotación de "culto y clero” del Estado y eliminaba otros subsidios oficiales; nacionalizaba parte del patrimonio eclesiástico (templos, monasterios, seminarios, etc.) aunque quedaban a disposición de la Iglesia; atribuía al Estado la potestad de vetar determinados nombramientos religiosos; y por último, establecía el cierre de los centros de enseñanza católicos de secundaria para el 1º de octubre y los de primaria para el 31 de diciembre de 1933.
Para dar cabida en la red pública a los 20.000 alumnos de Segunda Enseñanza y los 350.000 de Primaria que cursaban sus estudios en colegios religiosos (295 centros de secundaria atendidos por 2.050 profesores, y cerca de 5000 de primaria), el Gobierno confiaba en tener preparadas para finales de 1933 7000 nuevas escuelas, con 10.000 maestros que serían formados mediante cursillos especiales, y 20 nuevos institutos de Bachillerato, y seguir luego creando escuelas a un ritmo de 4000 por año. El plan de construcciones para la Educación Secundaria se fue cumpliendo, pero no así para la Educación Primaria, ya que fueron muchos los Ayuntamientos que no abrieron las escuelas previstas, por falta de fondos fundamentalmente o porque no quisieron colaborar, lo que causó una gran incertidumbre en las familias. Finalmente no se produciría el cierre de los colegios religiosos porque el nuevo gobierno de centro-derecha surgido de las elecciones de noviembre de 1933 suspendió la aplicación de la ley.

### La política educativa

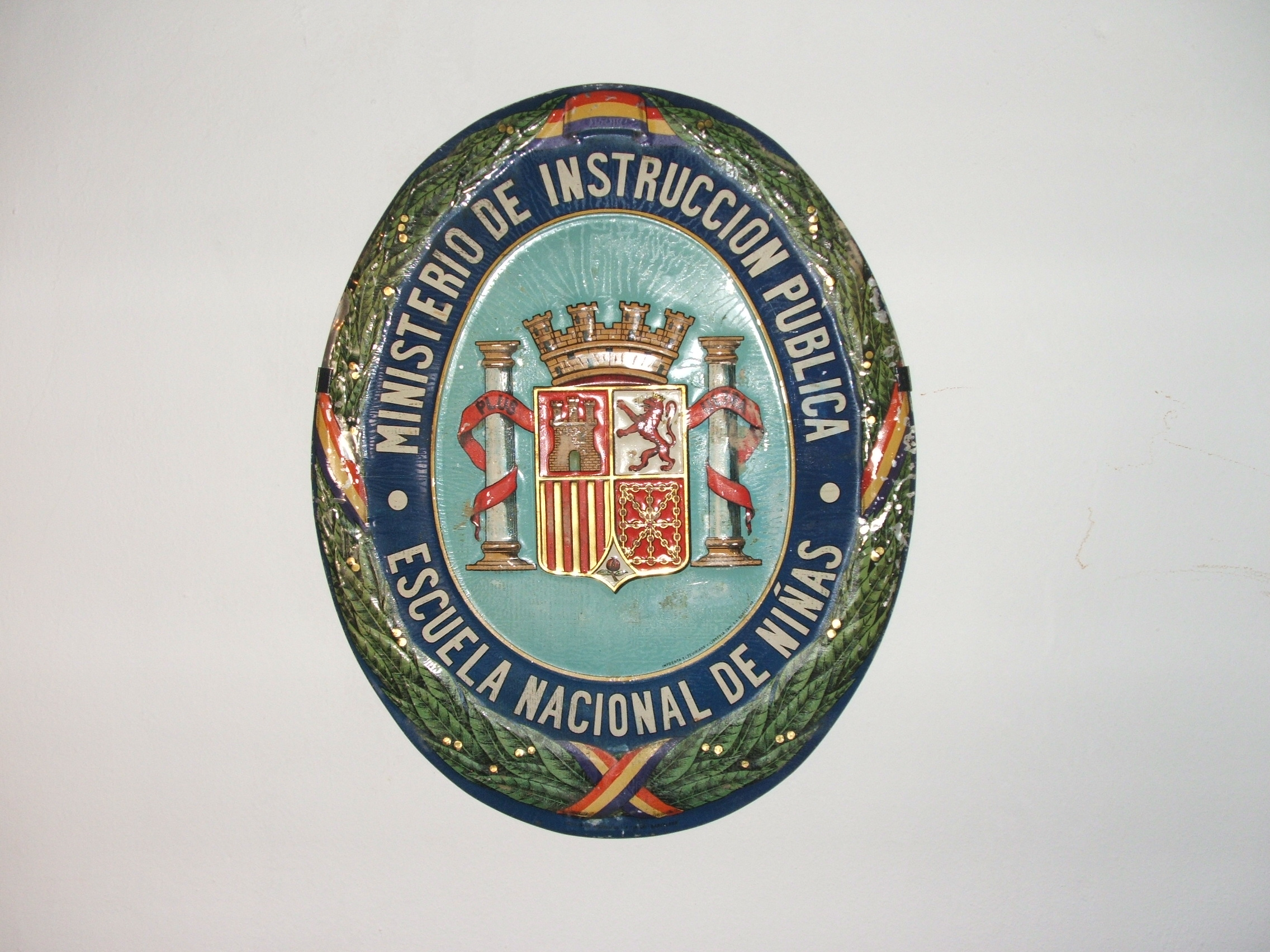
Escudo de una Escuela Nacional de Niñas

Desde el 14 de abril, una de las prioridades del gobierno provisional había sido ampliar el número de escuelas primarias públicas, para poner fin a una de las lacras de la sociedad española, el todavía elevado analfabetismo (en 1931 las estimaciones oscilaban entre el 30 y el 50% de la población total). Existían unas 35.000 escuelas servidas por una plantilla de 36.680 maestros y maestras, que daban clase a cerca de dos millones de niños. Para atender al más de millón y medio de niños que no iban a la escuela el Estado calculaba que necesitaría construir unas 27.000 nuevas escuelas, a un ritmo de 5000 escuelas nuevas cada año. Así el ministro de Instrucción Pública, el radical-socialista Marcelino Domingo, y el director general de Enseñanza Primaria, el socialista Rodolfo Llopis pusieron en marcha un ambicioso programa de construcciones escolares, en los que los municipios debían proporcionar los solares y hacerse cargo entre el 25 o 50 % del coste de la construcción, ocupándose del resto el Estado que también pagaría el sueldo de los maestros una vez la escuela comenzara a funcionar (y con un aumento del sueldo de un 15%). A finales de 1932 el nuevo ministro de Instrucción Pública, el socialista Fernando de los Ríos, comunicó a las Cortes que se habían construido o habilitado casi 10.000 escuelas, y que se esperaban alcanzar las 27.000 necesarias en un plazo de cinco años, con un coste de unos 400 millones de pesetas. Pero este plan no pudo cumplirse por falta de recursos debido a la caída de los ingresos de la Hacienda Pública a causa de la depresión económica y a la política de equilibrio presupuestario decidida por el gobierno.
Lo que por otro lado hacía más difícil cumplir con la Ley de Congregaciones que había establecido el cierre de los colegios de primaria religiosos para el 31 de diciembre de 1933, y el cálculo que había hecho el ministerio era que para atender a los 350.000 niños de esos colegios sería necesario construir a toda prisa unas 7000 escuelas más. Y no solo existía el problema presupuestario sino la falta de colaboración de los ayuntamiento gobernados por la derecha monárquica y católica que no ofrecían ni solares ni locales para las nuevas escuelas (por ejemplo Guipúzcoa donde se calculaba que se necesitarían 355 nuevas escuelas, los ayuntamientos solo habían ofrecido 56). Además en muchas localidades rurales los padres se negaban a la coeducación y reclamaban clases separadas para niños y para niños. Y cuando fueron retirados los crucifijos que colgaban de las paredes de las clases, muchas familias respondieron haciendo que sus hijos llevaran grandes crucifijos pendientes o intentaron forzar a los maestros a que asistieran a misa.
En el verano de 1933 la República puso en marcha “el más notable de sus experimentos” educativos: las misiones pedagógicas. Era una iniciativa del crítico de arte Manuel Bartolomé Cossío, ligado a la Institución Libre de Enseñanza, que quería llevar “el aliento del progreso” a los pueblos más aislados y atrasados de España. Así profesores y estudiantes, la mayoría de ellos de la Universidad de Madrid, se fueron a las aldeas con reproducciones de pinturas célebres y con discos y películas, y sobre escenarios improvisados representaban obras de teatro de Lope de Vega y de Calderón de la Barca. Asimismo llevaban libros y medicinas y ayudaban a construir escuelas. En este proyecto también participó el grupo teatral La Barraca, creado por Federico García Lorca.

### La oposición de los católicos: el nacimiento de la CEDA

Logo de la CEDA

La hostilidad de Iglesia católica y de los sectores que la apoyaban a la declaración de la aconfesionalidad del Estado y al política secularizadora radical que emprendió el gobierno republicano-socialista presidido por Manuel Azaña, dio nacimiento al catolicismo político, que logró construir a partir de Acción Nacional (a partir de marzo de 1932 llamada Acción Popular) un gran partido de masas que fue la CEDA, aunque esto no se habría producido sin la dirección, el discurso ideológico y los recursos organizativos de la Iglesia católica. Esta confederación de partidos aglutinaba no solo a las oligarquías del antiguo régimen sino a miles de agricultores medios y pobres dirigidos políticamente por miembros de las clases medias urbanas, que a su vez se sentían perjudicadas por las políticas reformistas de la coalición de izquierda, como determinados sectores profesionales y funcionariales, tanto civiles como militares, o círculos intelectuales vinculados a la tradición conservadora. Y todos ellos veían con horror el laicismo del Estado y con miedo el ascenso de la clase obrera. Como ha señalado Santos Juliá:

El nuevo partido católico inició su actividad buscando una confrontación directa con el gobierno en los dos puntos que podían servir para atraer mayor afiliación: los republicanos eran calificados de fríos perseguidores de la Iglesia, y, en consecuencia, enemigos de la Patria, y a los socialistas se les presentaba como enemigos de la propiedad, de la familia y el orden. Fue así como Acción Popular, y desde su congreso fundacional de febrero y marzo de 1933, la CEDA, lograron una audiencia de masas vinculando la defensa de la religión católica a la lucha por la propiedad como fundamento del orden social

## La «rectificación» de los gobiernos radical-cedistas del segundo bienio
La primera batalla de la política religiosa de los gobiernos radicales se centró en los haberes del clero. El Gobierno era consciente de que si se aplicaba estrictamente la Constitución de 1931, según la cual el presupuesto del clero tendría que ser suprimido durante el ejercicio de 1934, se dejaría a los párrocos más pobres (los rurales) sin ingresos (un problema que también se planteó el gobierno de Manuel Azaña pero que no llegó a resolver). 
Así el gobierno aprobó un proyecto de ley por el que los clérigos que trabajaban en parroquias de menos de 3000 habitantes y que tenían más de 40 años en 1931, recibirían dos tercios de su sueldo de 1931. Pero cuando el gobierno lo llevó al parlamento en enero de 1934 la izquierda lo acusó de poner en práctica una política “antirrepublicana”, y la CEDA también lo rechazó, aunque por las razones contrarias, porque consideraba que la ayuda económica propuesta era demasiado escasa, una decepción que era compartida por los sectores más moderados de la Iglesia católica encabezados por el cardenal Vidal y Barraquer. Los radicales hicieron algunas concesiones como incluir las poblaciones de más de 3000 habitantes y al final los cedistas apoyaron el proyecto (aunque seguía estando “muy alejado” de sus expectativas) y la ley fue aprobada el 4 de abril de 1934. El diario El Socialista publicó al día siguiente: «desde ayer no cabe hacer ninguna distinción entre el partido radical y el que acaudilla el señor Gil Robles. Con concesiones de este tipo lo que no durará cuatro meses será la República... Si la República ha de vivir como vive al presente, preferimos que se muera». Los radical-socialistas manifestaron que la ley ponía la «pureza del régimen republicano» en peligro. Por su parte la derecha monárquica exigía el restablecimiento del presupuesto del clero de 1931 en su totalidad.
La segunda batalla de la política religiosa se desarrolló en el campo de la enseñanza. El gobierno radical era consciente de que la sustitución de las escuelas privadas religiosas por escuelas públicas, prevista para enero de 1934 en el caso de la enseñanza primaria, planteaba graves problemas administrativos y presupuestarios a la vista de la falta de dinero, escuelas y maestros.  Por ejemplo, el ayuntamiento de Cádiz calculó que las 130 aulas que harían falta para el municipio costarían unas 665.000 pesetas, pero el dinero que recibió del gobierno a través de un crédito extraordinario fueron 100.000 pesetas. Una opción que tenía el gobierno era la expropiación de los edificios de las escuelas religiosas para convertirlos en escuelas públicas, pero esa opción era inaceptable para la CEDA, su aliada parlamentaria, que consideraba la enseñanza «una cuestión vital, en la que no podremos de ningún modo retroceder» y además los radicales seguían apostando por la integración de la derecha católica “accidentalista” en la República. Así, el gobierno de Lerroux presentó el 31 de diciembre de 1933 un proyecto de ley que prorrogaba los plazos para la sustitución de la enseñanza primaria, aunque el gobierno seguiría construyendo escuelas públicas (y subió el sueldo a los maestros). Además, como la Constitución de 1931 permitía la escuela privada, la Iglesia católica hubiera podido mantener muchas de sus escuelas abiertas porque muchas las había puesto a nombre de mutualidades escolares.
Que los radicales no eran exactamente unos “títeres” de la derecha, como afirmaba la izquierda, lo demostró el nuevo plan de bachillerato que en el verano de 1934 presentó Filiberto Villalobos, ministro de educación del gobierno Samper, un plan que estaba inspirado en la pedagogía de la Institución Libre de Enseñanza que por ello enfureció a la CEDA, además de porque, en cumplimiento de la Constitución de 1931, excluía la enseñanza de la religión. Aunque El Socialista acusó a Villalobos de consentir que el Ministerio fuera «invadido» por los jesuitas, el gasto en educación en los años 1934 y 1935 aumentó por encima incluso del nivel del primer bienio.
Los gobiernos radicales fueron receptivos a la “reclamación” presentada por la Iglesia católica a finales de febrero de 1934, por «las extralimitaciones reiteradamente cometidas por muchas autoridades locales contra el libre ejercicio del culto católico, en particular por lo que se refiere a los entierros católicos y a los Viáticos, y al empleo de las campanas». Aunque en muchas localidades no se había puesto ninguna traba a las celebraciones católicas fuera de los templos (que la Constitución de 1931 no prohibía, sino que las sometía a un régimen de autorizaciones), con la llegada de los radicales al poder la presencia pública del culto católico en la calle se incrementó notablemente, aunque de forma desigual  (por ejemplo en Málaga y en Córdoba las procesiones de la Semana Santa de 1934 no salieron a la calle). Por otro lado, los gobiernos radicales devolvieron bienes a los jesuitas, al parecer los que habían sido incautados ilegalmente, y exceptuaron cuatro institutos religiosos de la aplicación de la Ley de Confesiones y Congregaciones, dos de las cuales eran órdenes dedicadas a actividades caritativas.
El último aspecto de la política religiosa de los gobiernos radicales fue, a la vez, el que llevaron más en secreto: el intento de negociar un concordato con el Vaticano. El gobierno de Lerroux ya manifestó en su presentación que algún tipo de acuerdo con Roma era fundamental, aunque sin incluir la revisión de la Constitución, para poder integrar dentro de la República no solo a la derecha católica “accidentalista” sino a la gran mayoría de los católicos. Tras restablecerse las relaciones diplomáticas con la Santa Sede, en junio de 1934 se iniciaron los contactos que se mantuvieron en secreto y sin que interviniera en ellos la CEDA. Pero el Vaticano exigió la revisión sustancial de la “legislación antirreligiosa” que había causado “graves daños” a la Iglesia en España, por lo que fue imposible el acuerdo. El gobierno propuso entonces alcanzar un modus vivendi, pero el Vaticano y la Iglesia española, encabezada por el integrista Isidro Gomá, también se opusieron, si previamente no se revisaba la Constitución. Tras la derrota de la Revolución de octubre de 1934 la postura intransigente del Vaticano y de la jerarquía eclesiástica española se acentuó por lo que el acuerdo fue ya imposible. Se apostó todo a que la CEDA ocupara la presidencia del gobierno y cambiara la Constitución.

### La interpretación de la derecha católica de la "Revolución de Octubre"
El diario El Debate, vinculado a la derecha católica "accidentalista" de la CEDA, (al igual que otros diarios de la derecha como ABC, portavoz de la derecha antirrepublicana y antidemocrática de Renovación Española) calificó a los revolucionarios de Asturias como “fieras”, como seres no humanos cuyo único instinto era solo matar y destruir, por lo que su destino final era estar muertos o presos.
El elemento esencial sobre el que giró esta percepción derechista de la "Revolución de Octubre" fue el considerarla como obra de la “Anti-España”, de la “Anti-Patria”, en una visión “mítico-simbólica” en la que se identificaba el Bien con la Patria, España, contra la que lucha el Mal, la Anti-Patria o Anti-España, definiendo a la Patria desde un punto de vista esencialista como algo ajeno a la voluntad de los ciudadanos e indentificándola con los valores y las ideas de la derecha. En cambio la acción represiva de las tropas que sofocaron la sublevación es apenas mencionada. Las destrucciones en “Asturias, la mártir”, y sobre todo en “Oviedo, la mártir” se atribuían exclusivamente a los revolucionarios.
Por último la derecha antirrepublicana aprovechó la insurrección de las izquierdas para incitar a una "revolución auténtica y salvadora para España". Para esta extrema derecha la revolución “rojo-separatista” de octubre, como la llamaron, fue la comprobación de que la “revolución antiespañola” estaba en marcha y de que solo podía ser vencida por la fuerza. Honorio Maura escribe en ABC el 20 de octubre:

La revolución auténtica y salvadora para España... la buena, la santa, la definitiva, la que puede devolver a España días de paz, de gloria y de prosperidad... ha empezado. Y hay que continuarla y llegar hasta el fin. Hay que barrer todo lo que sea antipatria, extranjerismo, doctrina exótica (...). Nosotros somos nosotros (...) De cruces y espadas está hecho nuestro pasado, y en la cruz y las espadas tiene que cimentarse nuestro porvenir. Es nuestro destino español

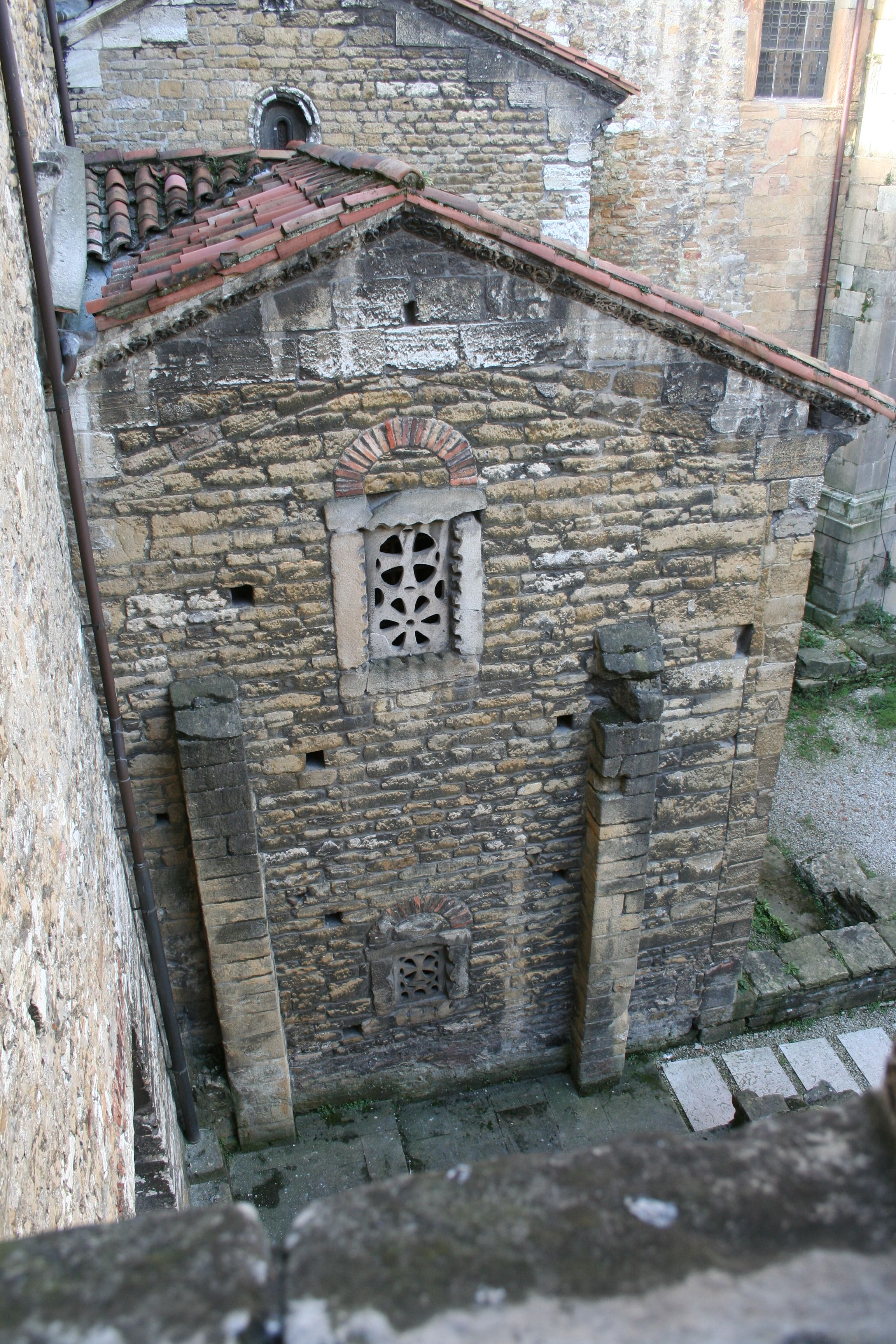
Imagen exterior de la cámara santa y la cripta de santa Leocadia que fue dinamitada durante la Revolución de Asturias.

Uno de los pocos clérigos que hicieron una interpretación diferente de lo que había sucedido en Asturias fue el canónigo de la catedral de Oviedo, Maximiliano Arboleya, y ello a pesar de que entre los 40 sacerdotes y religiosos asesinados por los revolucionarios se encontraban varios compañeros suyos del cabildo, como Aurelio Gago, que era también prefecto de Estudios del Seminario diocesano.
En una especie de "manifiesto" que preparó para el Grupo de la Democracia Cristiana que sirviese de orientación a los católicos españoles conmocionados especialmente por la muerte de 40 religiosos y por los más de cincuenta edificios religiosos incendiados o saqueados (entre ellos el Palacio Episcopal, el Seminario Diocesano, en el que ardió su biblioteca, la Cámara Santa de la Catedral de Oviedo, de la que Arboleya era el deán de su cabildo) durante la "Comuna Obrera" asturiana, Arboleya hizo el siguiente diagnóstico sobre la situación del mundo obrero en relación con la Iglesia y sus organizaciones sociales:

Por razones que no tengo para qué especificar aquí aunque ello resultaría harto fácil, nuestros obreros y empleados, por lo general, dan como cierto:

a) Que la Iglesia católica, y consiguientemente cuantos por ella trabajan y se dejan inspirar, son los defensores acérrimos del Capitalismo opresor y enemigos natos de la clase obrera.

b) Que los sindicatos llamados "católicos" tienen como exclusiva finalidad la defensa de la Iglesia y el Capitalismo, haciendo a los sindicatos cada día más sumisos y resignados frente a esos sus dos supuestos y temidos enemigos.

Guste o no y por absurdo que parezca a quienes desconocen los verdaderos orígenes de mentalidad semejante, esa es la de casi todos nuestros trabajadores. Y, después de lo visto y palpado en Asturias, bien podemos afirmar que hoy el odio feroz a la Iglesia es muy superior al que inspira el Capitalismo. Basta para afirmarlo rotundamente fijarse en la clase de personas perseguidas y asesinadas y de edificios destruidos por la dinamita o por el fuego.

Arboleya estaba convencido de que si hubiesen seguido el sindicalismo católico "puro" (sin interferencias de la patronal), como que él llevaba años defendiendo, la tragedia asturiana se podría haber evitado, por lo que pensaba que los católicos también tenían alguna responsabilidad en lo sucedido. Pero ni la Iglesia católica ni la derecha católica en absoluto lo entendieron así y solo pensaban en la represión como remedio contra la revolución.</ref>
Pero la Iglesia no rectificó su política social y siguió insistiendo en la vía del sindicato católico vinculado a los patronos. Angel Herrera, presidente de Acción Católica, inició una campaña por toda España para presentar como modelo de "obrero católico y patriótico" a Vicente Madera, líder del fracasado sindicato católico de la Hullera Asturiana, un ejemplo típico del sindicalismo católico que rayaba con el amarillismo, y que el día 5 de octubre había defendido con las armas, junto con 25 compañeros, la sede social del sindicato en la villa de Moreda cuando los revolucionarios intentaron tomarla, y al final había conseguido escapar aprovechando la noche (cuatro resistentes murieron en el intercambio de disparos). En una carta dirigida a su amigo Severino Aznar Arboleya critica esta forma de reaccionar de la Iglesia católica:

Creerá usted, acaso, que ante tal desastre se oyen voces sensatas pidiendo el abandono del camino que nos condujo a él... Pues se equivoca. Unas cuantas soluciones simplistas -cortar algunas cabezas, castigar a los rebeldes, proceder a un completo desarme... material, etc.- y pare usted de contar. Todos se aprestan a moverse, pero para caminar más deprisa por el mencionado camino. Ya tenemos de nuevo a Vicente Madera Peña hecho un héroe y un salvador, ya tenemos la política en la Federación Agraria y un fantástico Secretariado Social que se funda sin plan y sin preparación alguna.

Nadie, absolutamente nadie, se para a preguntar si este atroz movimiento criminal revolucionario de cerca de 50.000 hombres no tiene más explicación que la consabida malsana propaganda socialista; nadie piensa en que también puede haber tremendas responsabilidades por parte nuestra.

Otros católicos se acordaron de Arboleya, de sus fracasos y de sus predicciones. Don Luigi Sturzo, líder exiliado del Partito Popolare Italiano escribió en un periódico de Friburgo un homenaje a los "demócrata cristianos" españoles Severino Aznar, Angel Ossorio y Gallardo y el "canónigo Arboleya":

Si se les hubiera escuchado, los católicos españoles no pasarían hoy, a los ojos de los obreros, como defensores de los patronos incluso de los injustos

En la misma línea se expresó el canónigo de la catedral de Valladolid, Alberto Onaindía, que publicó un artículo el 23 de octubre de 1934 en el diario Euskadi, de Bilbao, en el que afirmaba que Arboleya para las clases conservadoras nunca había sido otra cosa que el "cura socialista y el canónigo rojo". Asimismo José de Artetxe escribió a finales de octubre un artículo en El Día, de San Sebastián, en el que afirmaba:

Los dolorosos sucesos de Asturias están previstos claramente, y para vergüenza de los católicos de aquella región, en las obras escritas por la pluma ardorosa de un gran propagandista católico social -Arboleya Martínez, canónigo de la Catedral de Oviedo- que desde hace más de treinta años clamaba en el desierto de la incomprensión profetizando claramente esto de ahora, que los sordos o cosa peor que le rodeaban se empeñaban en no querer vislumbrar

## El gobierno del Frente Popular en paz (febrero-julio de 1936)
Durante el gobierno en paz del Frente Popular se produjo un aumento de la violencia política. 
La “estrategia de la tensión” protagonizada por los pistoleros falangistas que fue respondida por las organizaciones de izquierda, junto con el crecimiento de las organizaciones juveniles paramilitares tanto entre la derecha (milicias falangistas, requetés carlistas) como entre la izquierda (milicias de las juventudes socialistas, comunistas y anarquistas), y entre los nacionalistas vascos y catalanes (milicias de Esquerra Republicana de Cataluña y milicias del PNV), aunque no estaban armadas y su mayor actividad principal era desfilar, provocó la percepción entre parte de la opinión pública, especialmente la conservadora y católica, de que el gobierno del Frente Popular no era capaz de mantener el orden público, lo que servía de justificación para el "golpe de fuerza" militar que se estaba preparando. A esta percepción también contribuyó la prensa católica y monárquica que incitaba a la rebelión frente al “desorden” que atribuía al “Gobierno tiránico del Frente Popular”, “enemigo de Dios y de la Iglesia”, aprovechando que la confrontación entre clericalismo y anticlericalismo volvió al primer plano tras las elecciones de febrero con continuas disputas sobre asuntos simbólicos, como el tañido de campanas o las manifestaciones del culto fuera de las iglesias, como procesiones o entierros católicos.
El estudio más completo realizado hasta ahora sobre las víctimas mortales como resultado de la violencia política entre febrero y julio de 1936 registra un total de 189 incidentes y 262 muertos, de ellos 112 causados por la intervención de las fuerzas de orden público. De las 262 víctimas, 148 serían militantes de la izquierda, 50 de la derecha, 19 de las fuerzas de orden público y 45 sin identificar. Entre ellas no hay ni un solo sacerdote o religioso. Por otro lado ese mismo estudio constata que el número de víctimas mortales causadas por la violencia política disminuyó sensiblemente en junio y julio, con 24 y 15 víctimas mortales respectivamente (el mes más cruento fue marzo con 93 muertos).

### La división de la CEDA
La CEDA tras las elecciones de febrero de 1936 no consiguió articular una política única y clara bajo un liderazgo único. "Por diferencias internas entre sus ala moderada (encabezada por Manuel Giménez Fernández y por Luis Lucia) y radical (encabezada por José María Gil Robles) y por presiones externas procedentes de la derecha subversiva la CEDA se mostró indecisa respecto al grado de compromiso que estaba dispuesta a asumir en la defensa de las instituciones republicanas". Y Giménez Fernández y Lucia no lograron que su partido se comprometiera en apoyar a la República y a la democracia. "De esta forma, el gobierno [del Frente Popular] fue hostigado desde la derecha por una envalentonada oposición monárquica que arrastraba ya con fuerza a los católicos".
El sector de la CEDA encabezado por José María Gil Robles se decantó cada vez más por el boicot a las instituciones republicanas y por el apoyo a la vía defendida por la derecha monárquica del Bloque Nacional de José Calvo Sotelo que propugnaba abiertamente la ruptura violenta del orden constitucional mediante un golpe de Estado militar en cuya preparación ya estaban colaborando (por su parte los monárquicos carlistas aceleraron la formación de sus milicias requetés con vistas al alzamiento militar con cuyos dirigentes mantenían contactos). Con Calvo Sotelo y Gil Robles a la cabeza los diputados de la derecha antirrepublicana convirtieron el Congreso de los Diputados en un “campo de batalla” con intervenciones provocadoras que dieron lugar a duros enfrentamientos dialécticos con la izquierda, que tuvieron un impacto público desastroso para la estabilidad de la República, ya que proyectaban una imagen de “desgobierno” que alimentó la “estrategia de la tensión” que se estaba produciendo en la calle.

## La Guerra Civil (1936-1939)
Durante la Guerra Civil Española la Iglesia católica desempeñó un papel muy diferente en los dos bandos en conflicto pues mientras en la zona republicana más de 6000 miembros del clero católico fueron asesinados y los templos fueron cerrados y el culto perseguido, en la zona sublevada la Iglesia católica española apoyó con entusiasmo la "causa nacional" calificando la guerra como una "cruzada" o "guerra santa" en defensa de la religión, dando así al bando sublevado y a su jefe supremo el "Generalísimo" Franco una legitimidad religiosa de la que carecía al principio.

### La zona sublevada: del pronunciamiento a la "Cruzada"
La motivación religiosa no aparece en ninguno de los bandos de pronunciamiento del golpe de Estado en España de julio de 1936 (tampoco en el que el general Franco proclamó el estado de guerra en Canarias), ni en la declaración programática de la Junta de Defensa Nacional del 24 de julio se alude a la religión ("es un manifiesto contrarrevolucionario, anticomunista y antiseparatista, en defensa del orden").
Sin embargo el conflicto pronto tomó un cariz religioso. A pesar de que la Iglesia católica española no participó en la preparación del golpe, "no es temerario decir que, en el ambiente tenso de la primavera de 1936, la casi totalidad de los obispos deseaban una intervención del Ejército que pusiera fin a tal estado de cosas". Por otro lado José María Gil Robles, el líder del partido católico la CEDA que durante las elecciones de febrero de 1936 había sido apoyado por la jerarquía eclesiástica española y por el Vaticano, entregó al general Mola unas semanas antes del golpe medio millón de pesetas de los fondos del partido "para los primeros gastos del movimiento militar... salvador de España".
La “sacralización” del pronunciamiento, la conversión del golpe de Estado en una “cruzada” o “guerra santa” en defensa de la religión, se produjo rápidamente, lo que resultó muy oportuno para legitimar y maquillar el golpe militar, aunque “no fueron los sublevados quienes solicitaron la adhesión de la Iglesia, sino que fue ésta la que muy pronto se les entregó en cuerpo y alma”. En Navarra el clero no solo apoyó con entusiasmo a los sublevados sino que muchos sacerdotes se ofrecieron como voluntarios para combatir en las columnas de requetés carlistas que se dirigían a Madrid o a Guipúzcoa. Y la "sacralización" se acentuó sobre todo cuando comenzaron a llegar a la zona sublevada las primeras noticias de la "salvaje persecución religiosa" que se había desencadenado en la zona republicana, donde el alzamiento militar había fracasado.
Enseguida los militares sublevados que en sus bandos de pronunciamiento no adujeron la defensa de la religión la utilizaron como justificación de su alzamiento. En el discurso radiado de agosto de 1936 el general Mola (en el que se refirió a la “quinta columna” interior que iba a tomar Madrid) explicó lo que pretendían los sublevados:

Se nos pregunta del otro lado que a dónde vamos. Es fácil, y ya lo hemos repetido muchas veces. A imponer el orden, a dar pan y trabajo a todos los españoles y a hacer justicia por igual, y luego, sobre las ruinas que el Frente Popular deje –sangre, fuego y lágrimas- edificar un Estado grande, fuerte y poderoso que ha de tener por galardón y remate allá en la altura una cruz de amplios brazos, señal de protección para todos. Cruz sacada de los escombros de la España que fue, pues es la cruz, símbolo de nuestra religión y nuestra fe, lo único que ha quedado a salvo entre tanta barbarie que intenta teñir para siempre las aguas de nuestros ríos con el carmín glorioso y valiente de la sangre española

El general Cabanellas, conocido masón y presidente de la Junta de Defensa Nacional, el 16 de agosto en la carta que acreditaba a Antonio Magaz como agente confidencial ante el Vaticano, hablaba de un “movimiento nacional que tanto tiene de cruzada religiosa como de rescate de la Patria frente a la tiranía de Moscú”. Pero no solo los militares sino también numerosos eclesiásticos y laicos católicos proclamaron de forma entusiasta que la guerra que estaba llevando a cabo el bando sublevado era una cruzada. Fray Justo Pérez de Urbel le dijo al general Millán Astray que el objetivo de la guerra era “rescatar a España para Dios”. José María Pemán escribió: “el humo del incienso y el humo del cañón, que sube hasta las plantas de Dios, son una misma voluntad vertical de afirmar una fe y sobre ella salvar un mundo y restaurar una civilización”. Más tarde, en 1938, publicó el “Poema de la Bestia y el Ángel”, tal vez el texto más representativo de la idea de “cruzada” aplicada a la guerra civil.
El problema del País Vasco

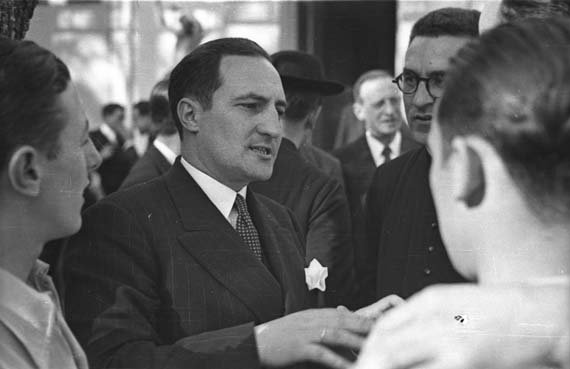
El lehendakari Aguirre en el exilio francés (abril de 1939).

El Partido Nacionalista Vasco (PNV), un partido católico, no se sumó al movimiento militar sino que permaneció fiel a la República (el 1 de octubre de 1936 las Cortes españolas de la República aprobaron el Estatuto de Autonomía del País Vasco, formándose a continuación un gobierno vasco presidido por el peneuvista José Antonio Aguirre) por lo que en el País Vasco republicano (que comprendía Vizcaya y una pequeña parte de Guipúzcoa) no hubo persecución religiosa (aunque en los primeros momentos algunos sacerdotes fueron asesinados por extremistas de izquierda), ninguna iglesia fue incendiada ni clausurada y el culto católico se desarrolló con normalidad. El mantenimiento del católico PNV dentro del bando republicano echaba por tierra la concepción de la guerra civil como una "cruzada" defendida por el bando sublevado, lo que motivó que el 6 de agosto de 1936 el obispo de Vitoria (cuya diócesis abarcaba entonces también Vizcaya y Guipúzcoa, además de Álava) Mateo Múgica y el obispo de Pamplona Marcelino Olaechea, publicaran conjuntamente una "Instrucción Pastoral" (que en realidad había sido escrita por el cardenal primado de Toledo Isidro Gomá) en la que instaban a los nacionalistas vascos a que pusieran fin a su colaboración con la República. Los argumentos que aparecen en ella son similares a los que utilizó el cardenal Gomá en su subsiguiente polémica con los nacionalistas vascos, y particularmente con el lehendakari José Antonio Aguirre en su Respuesta obligada: Carta abierta al Sr. D. José Antonio Aguirre hecha pública en enero de 1937:

No es lícito, en ninguna forma, en ningún terreno, y menos en la forma cruentísima de la guerra, última razón que tienen los pueblos para imponer su razón, fraccionar las fuerzas católicas ante el común enemigo... Menos lícito, mejor, absolutamente ilícito es, después de dividir, sumarse al enemigo para combatir al hermano, promiscuando el ideal de Cristo con el de Belial, entre los que no hay compostura posible... Llega la ilicitud a la monstruosidad cuando el enemigo es este monstruo moderno, el marxismo o comunismo, hidra de siete cabezas, síntesis de toda herejía, opuesto diametralmente al cristianismo en su doctrina religiosa, política, social y económica...

...Cuente los miles que han sido villanamente asesinados en las tierras todavía dominadas por los rojos. Es endeble su catolicismo en este punto, señor Aguirre, que no se rebela ante esta montaña de cuerpos exánimes, santificados por la unción sacerdotal y que han sido profanados por el instinto infrahumano de los aliados de usted; que no le deja ver más que una docena larga, catorce, según lista oficial —menos del dos por mil— que han sucumbido víctimas de posibles extravíos políticos, aún concediendo que hubiese habido extravío en la forma de juzgarlos.

Los sacerdotes a los que hace referencia el cardenal Gomá y cuya muerte en cierta forma justifica ("han sucumbido víctimas de posibles extravíos políticos, aún concediendo que hubiese habido extravío en la forma de juzgarlos", dice Gomá), fueron asesinados en las primeras semanas de la guerra por los "nacionales", y no por los "rojos", por ser "separatistas", lo que motivó las protestas del obispo de Vitoria Mateo Múgica Urrestarazu. La respuesta de la Junta de Defensa Nacional fue exigir al Vaticano que fuera destituido de su obispado y abandonara España, a pesar de haber apoyado el "alzamiento" y haber suscrito la "Instrucción Pastoral" del 6 de agosto. Después de dos meses de presiones y amenazas, el Vaticano ordenó finalmente el 14 de octubre de 1936 al obispo Múgica que abandonara Vitoria y España. El obispo Múgica, como el cardenal Vidal y Barraquer, se negó a suscribir la "Carta colectiva del Episcopado Español" de 1 de julio de 1937 que fue hecha pública al mes siguiente porque en ella se decía que la represión en la "España nacional" se regía por el principio de justicia.
La represión que los sublevados ejercieron en el País Vasco recién ocupado también incluyó a numerosos sacerdotes vascos "separatistas" que fueron encarcelados por el delito de "rebelión". El delegado papal en la "España nacional" monseñor Ildebrando Antoniutti, aunque colaboró activamente con la propaganda franquista antivasca, intervino en favor de algunos de los miembros del clero presos, como unos religiosos pasionistas confinados en Vitoria y unos sesenta sacerdotes y religiosos encarcelados en Bilbao. También hizo gestiones con obispos del sur de España para que recibieran en sus diócesis a sacerdotes vascos a quienes las autoridades franquistas no permitían que ejercieran su ministerio en el País Vasco.

### La persecución religiosa en la zona republicana

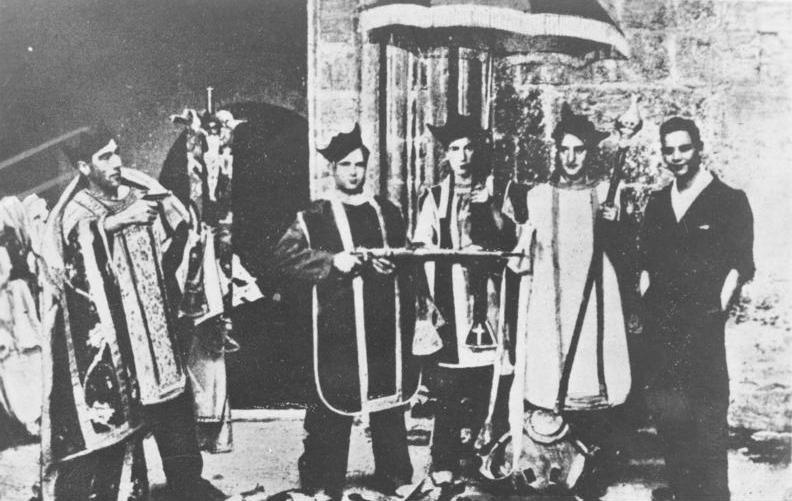
Milicianos vestidos con ropas litúrgicas tras el saqueo de una iglesia. Madrid, 1936

Sobre todo durante los primeros meses de la guerra en la zona republicana se desató una "salvaje persecución religiosa" con asesinatos, incendios y saqueos cuyos autores fueron "los extremistas, los incontrolados y los delincuentes comunes salidos de las cárceles que se les sumaron", todo ello inmerso en la ola de violencia desatada contra las personas y las instituciones que representaban el "orden burgués" que quería destruir la revolución social española de 1936 que se produjo en la zona donde el alzamiento militar fracasó. "Durante varios meses bastaba que alguien fuera identificado como sacerdote, religioso o simplemente cristiano militante, miembro de alguna organización apostólica o piadosa para que fuera ejecutado sin proceso". Los revolucionarios opuestos al golpe militar equiparaban a la Iglesia Española con la derecha. Ante esta barbarie, durante la que también se saqueó y prendió fuego a iglesias, conventos y monasterios, la Iglesia confió en los sublevados para defender su causa y «devolver la nación al seno de la Iglesia».
En cuanto al número de víctimas las autoridades del bando sublevado hablaron de "400.000 hermanos nuestros martirizados por los enemigos de Dios" o de "centenares de miles" de "víctimas cobardemente asesinadas, en primer término por su fe religiosa". Un folleto de propaganda franquista editado en París en 1937 cifró el número en 16.750 sacerdotes y el 80% de los miembros de las órdenes religiosas. Estas cifras se mantuvieron como las oficiales durante las dos primeras décadas de la dictadura franquista hasta que en 1961 el sacerdote Antonio Montero Moreno (que después sería obispo de Badajoz) publicó el único estudio sistemático y serio que se ha realizado hasta ahora, citando por sus nombres a las víctimas. Según ese estudio titulado Historia de la persecución religiosa en España 1936-1939 fueron asesinados en la zona republicana 12 obispos, 4.184 sacerdotes seculares, 2.365 religiosos y 263 monjas. En el libro Montero Moreno afirma: «En toda la historia de la Iglesia universal no hay un solo precedente, ni siquiera en las persecuciones romanas, del sacrificio sangriento, en poco más de un semestre, de doce obispos, cuatro mil sacerdotes y más de dos mil religiosos.» Queda pendiente conocer el número de los seglares católicos que fueron asesinados no por lo que supuestamente hubieran hecho individualmente sino por pertenecer a una asociación confesional católica o meramente por ser católicos practicantes, "tarea mucho más laboriosa y delicada, porque se entremezclan las razones religiosas con las políticas o, como en muchos casos sucedió, con simples venganzas personales. La razón principal de esta confusión fue la pretensión del franquismo de presentar a todos los muertos de su bando como caídos por Dios y por España".< Nada más terminar la guerra las autoridades franquistas abrieron un macroproceso llamado Causa General que englobaba todos los crímenes cometidos por los "rojos". Se acumularon declaraciones e interrogatorios que ocuparon miles de legajos, "pero finalmente [la Causa General] se arrinconó sin hacer uso de lo averiguado porque los resultados obtenidos fueron muy inferiores a las expectativas".<
Lo que las investigaciones posteriores a la de Montero Moreno han aclarado es que el mayor número de asesinatos se produjo entre julio y septiembre de 1936 cuando los miembros del clero eran apresados y ejecutados sin ningún tipo de juicio. A partir de la última fecha comenzaron a funcionar los tribunales populares bajo el impulso del nuevo gobierno de Largo Caballero que dieron unas mínimas garantías jurídicas a los detenidos y las condenas solían acabar con penas de prisión y no con la muerte. Tras los sucesos de mayo de 1937 y la formación del gobierno de Juan Negrín en el que el ministerio de justicia fue ocupado por el católico del PNV Manuel de Irujo cesaron completamente los asesinatos y la mayoría de los sacerdotes que estaban en prisión fueron puestos en libertad. Sin embargo, la prohibición del culto público católico continuó así como otras medidas revolucionarias. Solo al final de la guerra con la desbandada del ejército republicano hacia la frontera francesa volvieron a producirse nuevas víctimas entre los miembros del clero, entre las que destaca el obispo de Teruel Anselmo Polanco Fontecha. Así pues, según el historiador y monje benedictino Hilari Raguer, "no se puede negar la trágica realidad de las matanzas del verano del 36, pero es confusionario pretender que el terror hubiera durado hasta el final de la guerra".
En cuanto a las causas alegadas por los revolucionarios para los asesinatos del clero la más frecuente fue que desde las iglesias y los campanarios se había disparado contra las milicias leales a la República o contra "el pueblo", una afirmación de la que no se pudo demostrar ni un solo caso, pero que los miembros de los comités revolucionarios creían firmemente porque se identificaba a la Iglesia con las derechas y se hacía caso de las "informaciones" y de las soflamas anticlericales de determinados periódicos. Por ejemplo, el diario de la CNT Solidaridad Obrera justificó la matanza de los Hermanos de San de Dios del Hospital de San Pablo de Barcelona con la absurda y nunca probada afirmación de que éstos habían administrado intencionadamente inyecciones letales a los enfermos o heridos.
Las autoridades republicanas (especialmente los gobiernos autónomos de Cataluña y del País Vasco) intentaron evitar los asesinatos de sacerdotes y religiosos, y en general de las personas de derechas y de militares. En el País Vasco el gobierno de José Antonio Aguirre consiguió dominar la situación y allí no hubo persecución religiosa. En Cataluña, a pesar de que el poder efectivo lo tenían los cientos de comités revolucionarios fundamentalmente anarquistas que habían surgido tras la derrota de la sublevación del 19 de julio, la Generalidad presidida por Lluís Companys consiguió poner a salvo a miles de personas de derechas amenazadas, y entre ellas numerosos sacerdotes (empezando por la cabeza de la Iglesia en Cataluña, el arzobispo de Tarragona cardenal Vidal y Barraquer que había sido detenido por un grupo de milicianos) y religiosos (entre ellos 2.142 monjas), concediéndoles pasaportes y fletando barcos franceses e italianos para que pudieran huir al extranjero. Precisamente las autoridades y los políticos catalanes que más habían participado en esta tarea también tuvieron que abandonar Cataluña a causa de las amenazas que recibieron de los comités anarquistas, como fue el caso del diputado de Unión Democrática de Cataluña Manuel Carrasco Formiguera, que acabaría siendo fusilado por los franquistas. Otra de las personas que destacó en Cataluña en la labor de salvar a eclesiásticos y a personas de derechas en el verano de 1936 fue el sindicalista anarquista moderado Joan Peiró, que sería ministro de Industria en el gobierno de Largo Caballero. Peiró escribió en aquellos meses iniciales de la guerra numerosos artículos en el periódico Llibertat de Mataró en los que denunció los asesinatos de "sacerdotes y religiosos únicamente porque lo eran". Peiró, como Carrasco Formiguera, acabó siendo fusilado por los franquistas. Por otro lado, el dirigente nacionalista vasco Manuel Irujo cuando visitó Barcelona manifestó por la radio que la persecución religiosa que se estaba produciendo era indigna de la tradición democrática de Cataluña. Y el lehendakari José Antonio Aguirre en el discurso que pronunció ante las Cortes Españolas reunidas en Madrid para aprobar el Estatuto de Autonomía del País Vasco dijo:

Condenamos con toda energía -pues no tenemos más remedio que condenar, aunque comprendamos muchas veces los excesos propios de las muchedumbres- todo lo que suponga la quema de nuestras iglesias, donde quiera que ellas se encuentren, porque nuestra fe tiene ámbitos universales, así como la muerte de personas por el solo hecho de tener cierto carácter y una determinada significación

Sin embargo, a pesar de todas estas iniciativas, la Iglesia y el culto católico en la zona republicana, excepto en el País Vasco, habían desaparecido. En un informe interno presentado ante el Consejo de Ministros el 7 de enero de 1937 el ministro católico sin cartera del PNV Manuel Irujo denunció que en el "territorio leal" "todas las iglesias se han cerrado al culto, el cual ha quedado total y absolutamente suspendido" (y "en las iglesias han sido instalados depósitos de todas clases, mercados, garajes, cuadras, cuarteles, refugios...") y "una gran parte de los templos, en Cataluña con carácter de normalidad, se incendiaron", además de que "los altares, imágenes y objetos de culto, salvo muy contadas excepciones, han sido destruidos, los más con vilipendio". Asimismo, afirmaba Irujo, "todos los conventos han sido desalojados y suspendida la vida religiosa en los mismos" y "sus edificios, objetos de culto y bienes de todas clases fueron incendiados, saqueados, ocupados o derruidos". "Sacerdotes y religiosos han sido detenidos, sometidos a prisión y fusilados sin formación de causa por miles, hechos que, si bien amenguados, continúan aún, no tan sólo en la población rural, donde se les ha dado caza y muerte de modo salvaje, sino en las poblaciones. Madrid y Barcelona y las restantes grandes ciudades suman por cientos los presos en sus cárceles sin otra causa conocida que su carácter de sacerdote o religioso". Por último, Irujo denunciaba que se había llegado a la prohibición absoluta de imágenes y objetos de culto en las casas particulares y que cuando la policía efectuaba registros en ellas, destruía "con escarnio y violencia imágenes, estampas, libros religiosos y cuanto con el culto se relaciona o lo recuerde". Acabado su informe Irujo pidió al resto de miembros del gobierno de Largo Caballero que aprobaran el restablecimiento de la libertad de conciencia y de la libertad de cultos reconocida en la vigente Constitución de 1931, pero su propuesta fue rechazada por unanimidad por entender que la opinión pública lo desaprobaría debido al alineamiento de la Iglesia católica con el bando sublevado, además de aducir el viejo (y falso) argumento, pero muy extendido, de que desde los templos se había disparado contra las fuerzas leales y contra "el pueblo".
El País Vasco, la excepción
En el País Vasco republicano no hubo persecución religiosa (aunque en los primeros momentos algunos sacerdotes fueron asesinados por extremistas de izquierda), ninguna iglesia fue incendiada ni clausurada y el culto católico se desarrolló con normalidad. La razón fue que el Partido Nacionalista Vasco (PNV), un partido católico, no se sumó al movimiento militar sino que permaneció fiel a la República (un miembro del PNV, Manuel Irujo, se incorporó al gobierno de Largo Caballero en septiembre de 1936 como ministro sin cartera, y el 1 de octubre las Cortes españolas de la República aprobaron el  Estatuto de Autonomía del País Vasco, formándose a continuación un gobierno vasco presidido por el peneuvista José Antonio Aguirre). De hecho en el País Vasco en las primeras semanas de la guerra diecisiete sacerdotes vascos nacionalistas fueron asesinados por los "nacionales", y no por los "rojos", por ser "separatistas", lo que motivó la expulsión de la "España nacional" del obispo de Vitoria Mateo Múgica Urrestarazu por haber protestado hasta la Junta de Defensa Nacional del bando sublevado. La represión que los sublevados ejercieron en el País Vasco recién ocupado también incluyó a numerosos sacerdotes vascos "separatistas" que fueron encarcelados por el delito de "rebelión".